# Projekt 613
Projekt 613 war eine Klasse konventionell angetriebener U-Boote der Sowjetunion. Die NATO-Bezeichnung lautete Whiskey-Klasse. Mit insgesamt 215 gebauten Booten handelt es sich um die umfangreichste U-Boot-Klasse der Sowjetunion.

## Entwicklungsgeschichte des Projekts 613

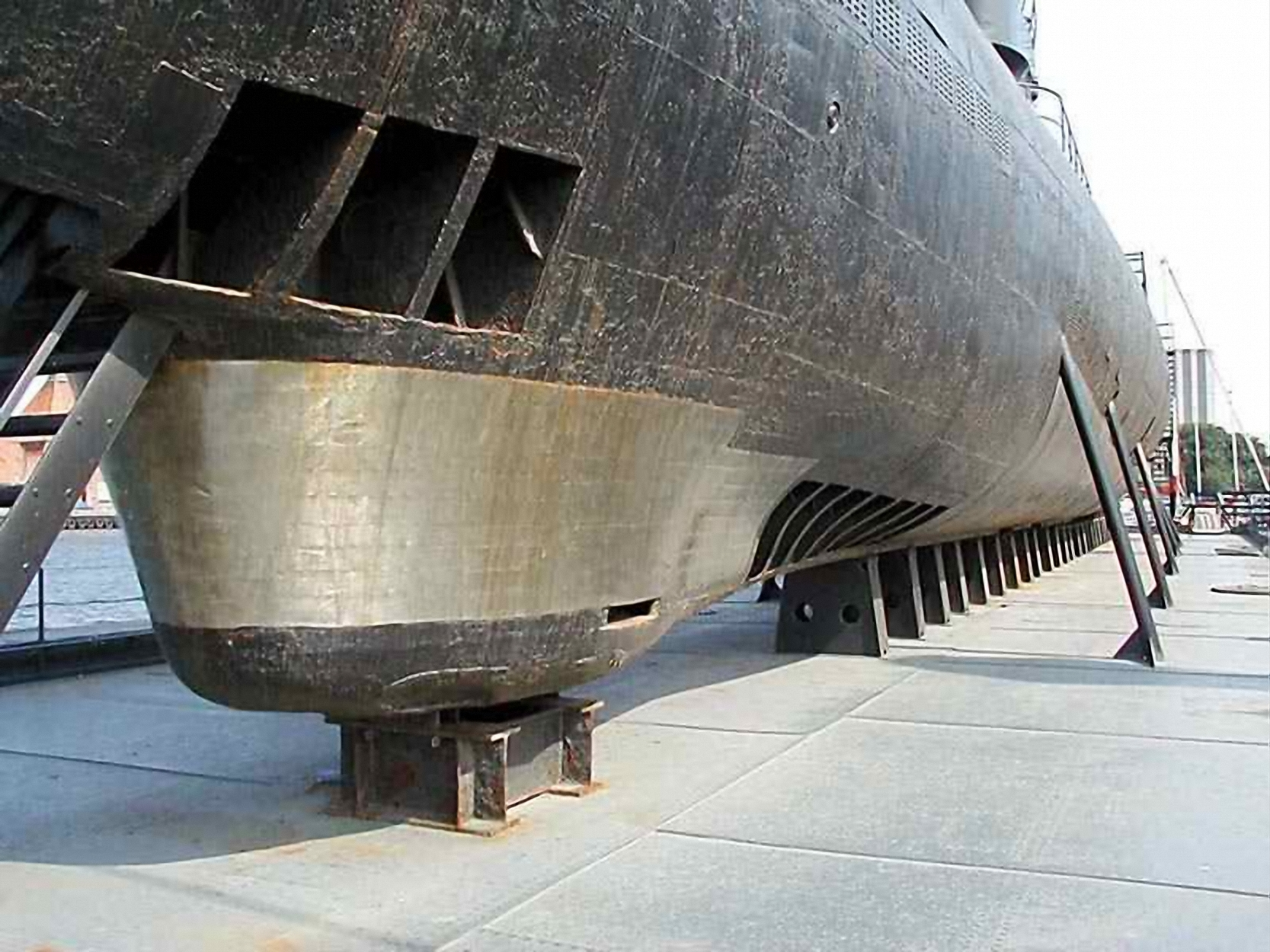
Im Bereich des Sonars, unterhalb des Rumpfes, wurde Titan als Schiffshülle verwendet

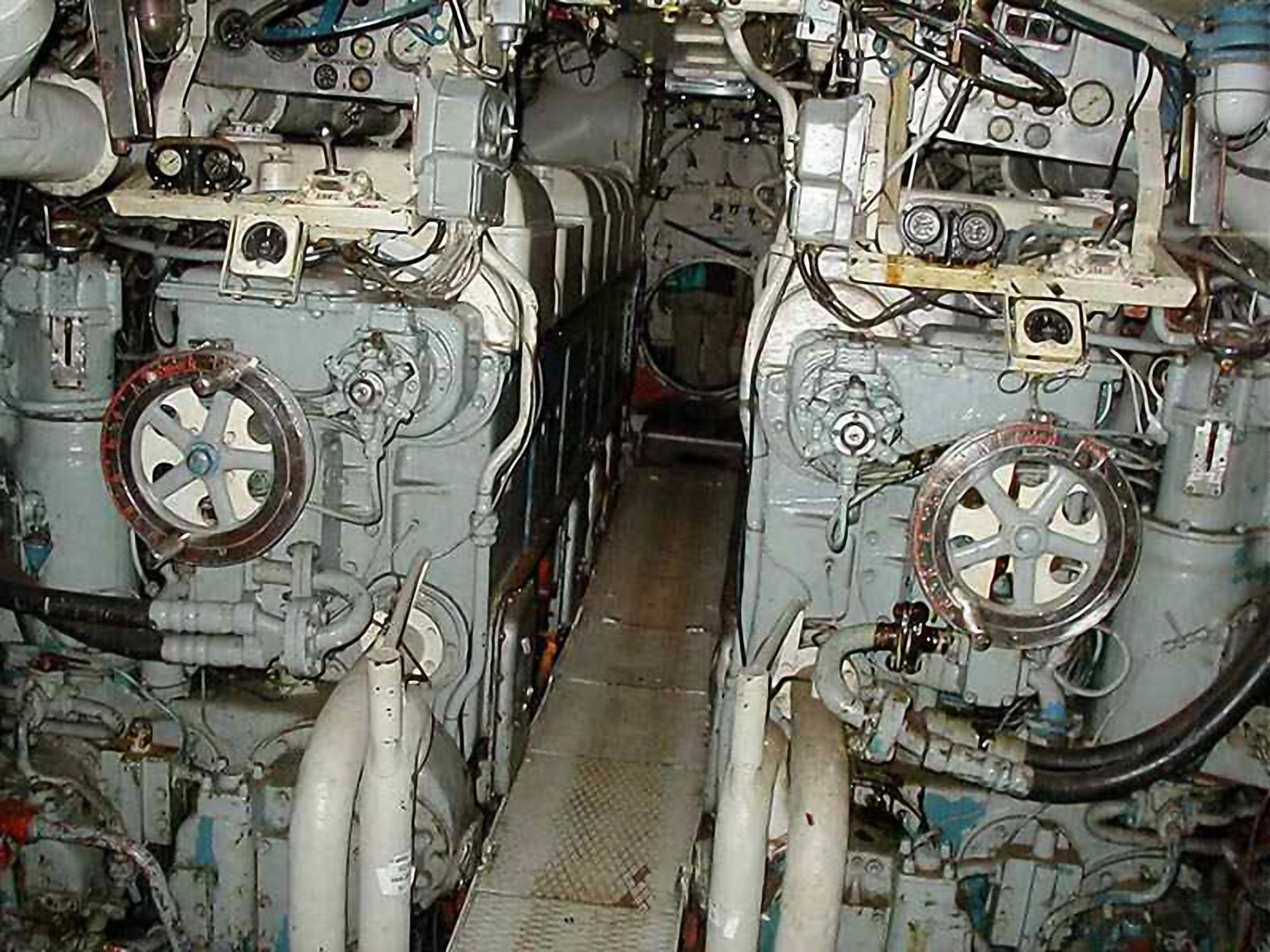
Dieselmotoren im Maschinenraum

Die Entwicklung begann am 15. August 1948 unter der Leitung von J. J. Jewgrafow, der 1950 von S. A. Djeribin abgelöst wurde. Das Boot wurde in Doppelhüllenbauweise ausgeführt und intern in sieben Abteilungen untergliedert.
Nach einer Neubewertung des Projekts in den 1990er Jahren geht man heute davon aus, dass die Einheiten des Projektes 613 das Minenlegen per Torpedorohr in der sowjetischen Marine „salonfähig“ machten. Diese Fähigkeit trug dazu bei, dass spezielle U-Boot-Entwürfe, die nur Minenlegefähigkeit besitzen sollten – namentlich die Projekte 632 und 648 – noch in der Entwicklung verworfen wurden.
1944 wurde die erste rohrverschießbare sowjetische Mine PLT-3 fertiggestellt, jedoch nie eingeführt. Sie sollte aus einem pneumatischen Torpedorohr ausgestoßen werden, das in den 1940er-Jahren für die aufgegebenen Projekte 97 und 608 entwickelt wurde. Der Nachfolger der PLT-3, die AMD-1000-Serie, umfasste auch die ersten sowjetischen Grundminen der Nachkriegszeit.
Dem Projekt 613 lag ein während des Krieges entwickelter Entwurf zugrunde, der die alten Einheiten der Klassen S (Stalinez) und Schtsch (Schtschuka) ersetzen sollte. Nach dem Ende des Zweiten Weltkriegs fielen den sowjetischen Streitkräften einige deutsche Kriegs-U-Boote der Klasse XXI in die Hände. Die damit gesammelten Erfahrungen flossen nun in Weiterentwicklung des Projektentwurfs 613 ein.
Im Vergleich zu den alten Vorkriegseinheiten der sowjetischen Marine umfasste der Entwurf 613 folgende Verbesserungen:
- Radaranlage Flag,
- Sonaranlagen Tamir-5L und Mars-24KIG in einer neuen Anordnung am Bug,
- gesteigerte Tauchzeit im Vergleich zur S-Klasse (200 statt 72 Stunden),
- verbesserte Luftaufbereitung und Filterung,
- zwei E-Maschinen pro Welle; eine für Marsch- und eine für Schleichfahrt, die per Keilriemen auf die Welle geschaltet wurden,
- die Schiffsdieselmotoren wurden lärmgedämpft montiert.

## Varianten

Steuerbordansicht eines Projekt-613-Bootes

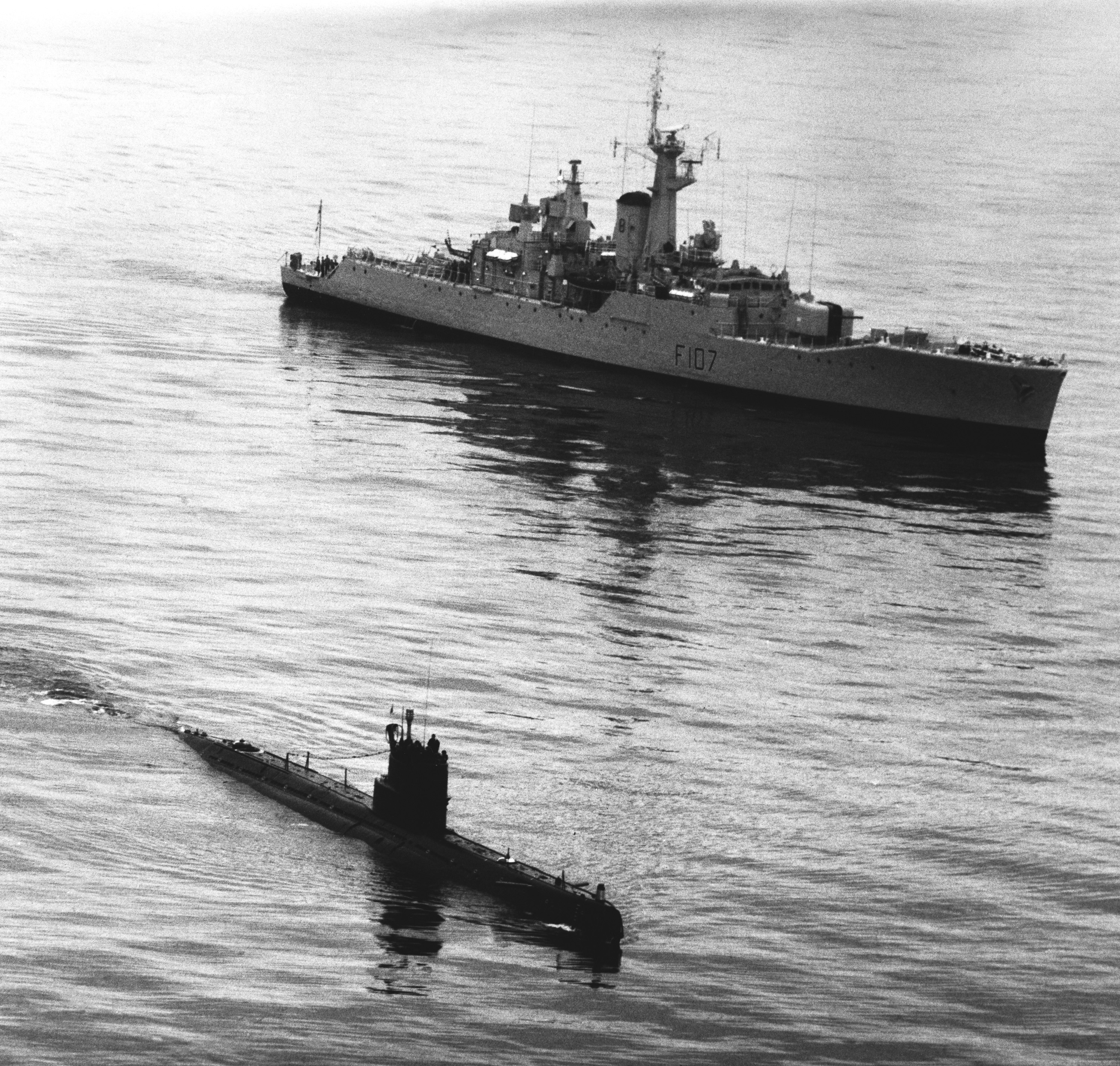
Ein 613W-Boot neben der britischen Fregatte Rothesay, 1987

Einige Einheiten wurden auf den Typ W (neues Sonar und gesteigerte See-Ausdauer), den Typ T (vergrößerte Tauchtiefe), den Typ S (Rettungs-U-Boot für den Marine See-Not-Rettungsdienst) oder den Typ RW (Testplattform für neue Torpedos) umgerüstet.
1957 wurde S-146 in Gorki als Testplattform mit einem Seezielflugkörper vom Typ P-5 Pjatjorka (SS-N-3 Shaddock) ausgestattet. Dieses Boot wurde im Westen als Whiskey Single Cylinder bezeichnet. 1962 fanden mit ihm Tests zur „Bestimmung der Auswirkungen von Unterwasser-Explosionen“ statt.
S-144 testete den T-5-Torpedo mit Nuklearsprengkopf vor Nowaja Semlja.

### Projekt 613AD / RW / TS
Das Projekt 613AD war eine Testplattform für den Seezielflugkörper P-70 Ametist (SS-N-7 Starbright), der getaucht abgefeuert werden konnte. S-65 wurde zur Testplattform für die ballistische Rakete R-21 (D-4 bzw. SS-N-5 Serb) umfunktioniert (Projekt 613D-4). Zwischen 1957 und 1958 wurden mehrere Tests der R-11FM-Rakete (SS-N-1 Scud-A) von S-229 durchgeführt (Projekt 613RW). S-72 wurde mit zwei P-70 Amethyst-Raketen ausgestattet (Projekt 613AD). S-384 testete neue Batterien (Projekt 613TS).

### Projekt 640
Diese Boote sollten als schwimmende Radarstationen fungieren. Unter Federführung von J. J. Jewgrafow wurde Typ 613 zum Typ 640 (Whiskey Canvas Bag) weiterentwickelt. Ab 1961 wurden die Boote S-62, S-73, S-149 und S-151 umgebaut.
- Verdrängung: 1.062 t
- Dimensionen: 76 × 6,3 × 5,1 m
- Torpedorohre: 4
- Kasatka-Radar
- Seegangstabilisierung bis Seegang 7

### Projekt 644

Steuerbordansicht eines Projekt-644-Bootes

Eine Weiterentwicklung des Typs 613 war der Typ 644. Dieser wurde von der NATO als Whiskey Twin Cylinder bezeichnet und vom ZKB-18 entwickelt. Diese Einheiten verfügten über zwei Starter für Marschflugkörper vom Typ P-5 Pjatjorka (SS-N-3 Shaddock). Folgende Einheiten wurden ab 1959 umgerüstet: S-44, S-46, S-69, S-80, S-158 und S-162. S-80 sank am 27. Januar 1961 und wurde am 27. Juli 1969 gehoben. S-162 führte als Testboot des Typs 644D Startversuche mit dem verbesserten P-5D-Marschflugkörper durch. Zwischen 1962 und 1964 wurde S-158 auf den Standard Typ 644-7 umgerüstet und damit Tests mit dem weiterentwickelten P-7-Marschflugkörper durchgeführt.

### Projekt 665

Steuerbordansicht eines Projekt-655-Bootes

Projekt 665 (Whiskey Long Bin) wurde von ZKB-112 unter Leitung von Leontjew mit vier Startbehältern für Marschflugkörper vom Typ P-5 Pjatjorka versehen. Zwischen 1958 und 1962 wurden folgende Boote umgebaut: S-61, S-64, S-142, S-152, S-155 und S-164.
- Verdrängung: 1.490 t
- Dimensionen: 85 × 6,7 m
- Geschwindigkeit (aufgetaucht/getaucht): 14,5 kn / 11 kn
- Torpedorohre: 4 im Bug
- neues Navigationssystem Sewer-N665

### Projekt 666
S-63 wurde umgebaut, um Taucher zu tragen (Projekt 666). S-296 (Projekt KATRAN) erhielt einen außenluftunabhängigen Antrieb (elektrochemischer Generator mit getrennten Treibstoffbehältern). S-148 wurde ein Aufklärungsboot (NES) mit dem Namen Sewerjanka (14. Dezember 1958).

## Die Strandung vonS-363
Zu einem internationalen Eklat kam es 1981, als das mutmaßlich mit Nukleartorpedos bewaffnete sowjetische U-Boot S-363 (С-363) in der Nacht vom 27. auf den 28. Oktober in dem militärischen Sperrgebiet um den schwedischen Marinehafen Karlskrona auf eine Schäre lief. Der Vorfall wird oft als „Whiskey on the rocks“ bezeichnet. Die Besatzung gab das Boot gegenüber den Schweden jedoch als S-137 (in der Presse auch als W137 bezeichnet) aus. Die in Schweden übliche Bezeichnung ist U-137. Die sowjetische Führung bestritt einen Spionageeinsatz gegen das neutrale Schweden und gab einen Navigationsfehler als Ursache an. Der Ausfall elektronischer Navigationsinstrumente wurde auch vom 35-jährigen Kommandanten Anatolij Michailowitsch Guschtschin angegeben. 2006 erklärte Wassili Besedin, damals Politoffizier an Bord des Bootes, dass dieses ein doppeltes Navigationssystem gehabt habe. Ein Berechnungsfehler des unerfahrenen Navigationsoffiziers habe das Auflaufen des Schiffes verursacht. Am 7. November 1981 wurde das U-Boot von den Schweden wieder freigegeben. Der Kommandant wurde nach der Rückkehr im Marinestützpunkt Baltijsk von seinem Kommando entbunden und vor einem Militärgericht angeklagt. Nach Angaben der britischen Sonntagszeitung Observer soll er eine zwei- bis dreijährige Haftstrafe in einem Arbeitslager erhalten haben.

## Einheiten und Verbleib

### Sowjetunion– Sowjetische Marine
Die sowjetische Marine war als Entwickler der U-Boote vom Projekt 613 auch gleichzeitig größter Nutzer mit insgesamt 215 produzierten Einheiten.
Allerdings blieben die Boote nicht sehr lange in sowjetischen Diensten. Es folgte ein relativ schneller Ersatz durch modernere Typen. Infolgedessen wurde eine größere Zahl an ausländische Marinen im sowjetischen Einflussbereich verkauft bzw. abgegeben. Die Bezeichnungen der sowjetischen Boote lauteten S-xx (kyrillisch: С-xx).
| Name | Bauwerft                    | Kiellegung         | Stapellauf         | Indienststellung  | Einheit | Außerdienststellung | Verbleib |
| ---- | --------------------------- | ------------------ | ------------------ | ----------------- | ------- | ------------------- | --- |
| S-43 | Krasnoje Sormowo, in Gorki  | 27. Juni 1950      | 31. Dezember 1950  | 29. Dezember 1952 | ?       | ?                   | Umbau zu Projekt 613S durch ZBK-112, Aufstiegsrettungskammer, verschrottet?                                      |
| S-44 | Krasnoje Sormowo, in Gorki  | 21. Oktober 1950   | 19. Mai 1951       | 31. Dezember 1952 | ?       | ?                   | Umbau zu Projekt 644 bewaffnet mit zwei Marschflugkörpern des Raketenkomplexes P-5, verschrottet?                |
| S-45 | Krasnoje Sormowo, in Gorki  | 30. Dezember 1950  | 16. Juni 1951      | 31. Dezember 1952 | ?       | ?                   | zu Testzwecken versenkt (Testreihen von 1958 bis 1960)                                                           |
| S-46 | Krasnoje Sormowo, in Gorki  | 27. März 1951      | 9. August 1951     | 30. Dezember 1952 | ?       | ?                   | Umbau zu Projekt 644, bewaffnet mit zwei Marschflugkörpern des Raketenkomplexes P-5, verschrottet?               |
| S-61 | Werft Nr. 444, in Nikolajew | 11. April 1950     | 22. Juli 1950      | 24. Mai 1952      | ?       | ?                   | Umbau zu Projekt 665 durch ZBK-112, bewaffnet mit vier Marschflugkörpern des Raketenkomplexes P-5, verschrottet? |
| S-62 | Werft Nr. 444, in Nikolajew | 22. Juli 1950      | 17. September 1950 | 18. November 1952 | ?       | ?                   | Umbau zu Projekt 640, verschrottet?                                                                              |
| S-63 | Werft Nr. 444, in Nikolajew | 18. September 1950 | 5. November 1950   | 6. November 1952  | ?       | ?                   | Umbau zu Rettungsubootträger Pr. 666 durch ZBK-112, verschrottet?                                                |
| S-64 | Werft Nr. 444, in Nikolajew | 15. November 1950  | 7. Februar 1951    | 4. November 1952  | ?       | ?                   | Umbau zu Projekt 665 durch ZBK-112, bewaffnet mit vier Marschflugkörpern des Raketenkomplexes P-5, verschrottet? |
| S-65 | Werft Nr. 444, in Nikolajew | 10. Februar 1951   | 28. April 1951     | 30. Dezember 1952 | ?       | ?                   | Umbau zu Projekt 613V ZBB-112 zum Testenträger für Raketentorpedos mit zwei 650-mm-Torpedorohre, verschrottet?   |
| S-66 | Werft Nr. 444, in Nikolajew | 15. Mai 1951       | 6. November 1951   | 3. Januar 1953    | ?       | ?                   | Umbau zu Projekt 613W ZBB-112, verschrottet?                                                                     |
| S-67 | Werft Nr. 444, in Nikolajew | 19. November 1951  | 3. April 1952      | 7. Februar 1953   | ?       | ?                   | Umbau zu Projekt 613W ZBB-112, verschrottet?                                                                     |
| S-68 | Werft Nr. 444, in Nikolajew | 15. Dezember 1951  | 1. November 1952   | 20. April 1953    | ?       | ?                   | verschrottet? |
| S-69 | Werft Nr. 444, in Nikolajew | 15. Januar 1952    | 16. November 1952  | 10. April 1953    | ?       | ?                   | verschrottet? |

S-359 an Dänemark verkauft (Museumsschiff; 2011 verschrottet). S-73 1978 ausgemustert. S-178 nach Kollision gesunken (21. Oktober 1981). S-80 1961 gesunken. S-189 liegt nach seiner Bergung und Reparatur als Museumsschiff in St. Petersburg.

### Agypten– Ägyptische Marine
Die ägyptische Marine erhielt zwischen 1957 und 1972 mehrere gebrauchte Einheiten des Projekts 613 von der Sowjetunion. Diese U-Boote wurden später durch Einheiten des Projekts 633 ergänzt bzw. ersetzt. Damit betrieb Ägypten die größte U-Boot-Flotte eines arabischen Landes, erzielte mit dieser aber in den Kriegen gegen Israel nie nennenswerte militärische Erfolge. Die ägyptische Marine tauschte mindestens einmal die Kennungen ihrer U-Boote, sodass eine eindeutige Zuordnung kaum möglich ist. 1981 waren sechs Einheiten des Projektes 613 mit den Kennungen 415, 418, 421, 432, 455 und 477 im Dienst. Im Jahre 1988 waren es noch drei Einheiten mit den Kennungen 810, 816 und 819, wovon die ersten beiden noch bis mindestens 1990 Dienst taten.
| Kennung | Name | Vormals  | Indienststellung | Einheit | Außerdienststellung | Verbleib                              |
| ------- | ---- | -------- | ---------------- | ------- | ------------------- | ------------------------------------- |
| ?       | S1   | ex С-175 | Juni 1957        |         | August 1966         | zurück an Sowjetunion?, verschrottet? |
| ?       | S3   | ex С-180 | April 1958       |         | 1978?               | verschrottet?                         |
| ?       | S2   | ex С-182 | Juni 1957        |         | Juli 1966           | zurück an Sowjetunion?, verschrottet? |
| ?       | S5   | ex С-184 | April 1958       |         | August 1967         | zurück an Sowjetunion?, verschrottet? |
| ?       | S4   | ex С-193 | April 1958       |         | 1982?               | verschrottet?                         |
| ?       | S7   | ex С-226 | Dezember 1965    |         | 1985?               | verschrottet?                         |
| ?       | S8   | ex С-227 | Dezember 1965    |         | 1988?               | verschrottet?                         |
| ?       | S6   | ex С-228 | Januar 1962      |         | 1982?               | verschrottet?                         |
| 415     | ?    | ex С-280 | Februar 1972     |         | 1995?               | verschrottet?                         |
| 418     | ?    | ex С-380 | 1971             |         | 1995                | verschrottet?                         |

### Albanien– Albanische Marine

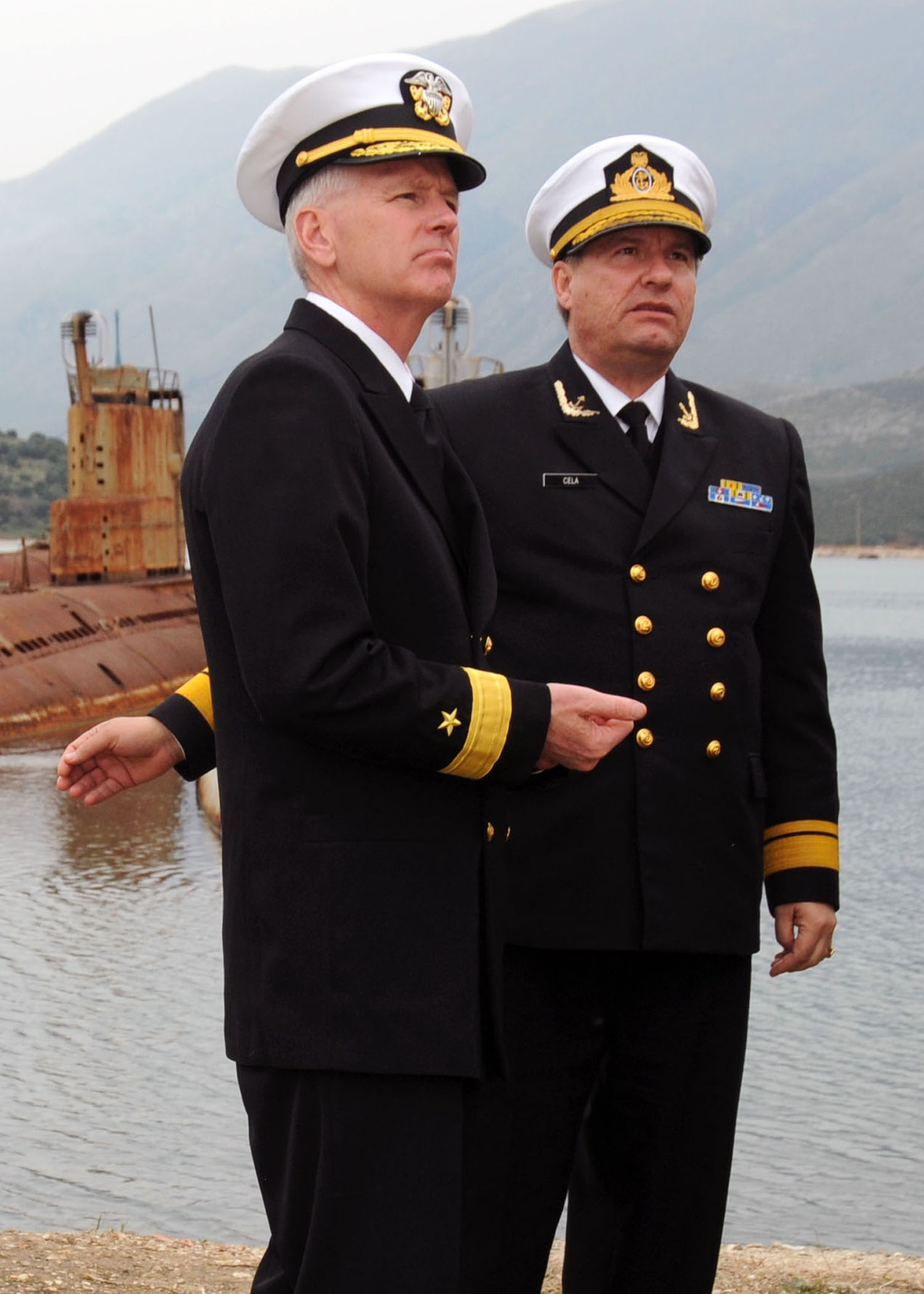
US-Konteradmiral Gerard P. Hueber (li. mit K.Adm. Kudret Cela, Kommandeur der Albanischen Marine) mit rostendem ehemaligen albanischen Projekt-613-U-Boot im Hintergrund

Die sowjetische Marine betrieb in der Nähe von Vlora in Albanien seit 1955 die Marinebasis Pashaliman als einzigen sowjetischen Marinestützpunkt im Mittelmeer. Die Möglichkeit dazu ergab sich, da Albanien Gründungsmitglied des Warschauer Vertrages war. Die Sowjets stationierten dort und auf der vorgelagerten Insel Sazan mehrere U-Boote. Ein Teil dieser Boote wurde von albanischen Besatzungen gefahren.
Als es 1960 zum Bruch zwischen Albanien und der Sowjetunion kam, wurden vier Projekt-613-U-Boote von Albanien in Besitz genommen. Hilfe bei der Wartung der Boote kam zunächst von der Volksrepublik China. Als diese schließlich ausblieb, wurde ein Teil der Boote außer Dienst gestellt, um als Ersatzteilspender für die anderen Boote zu dienen. Die albanische Marine wechselte mehrfach die taktischen Kennungen der Boote, womöglich zur Täuschung über den tatsächlichen Zustand.
Nach dem Ende des Kalten Krieges lagen die vier Boote noch jahrelang vor sich hinrostend in der Marinebasis Pashaliman bei Orikum. Drei wurden schließlich verschrottet. Eines soll als Museum erhalten bleiben, befindet sich aber in einem schlechten Zustand.
| Kennung                                          | Name  | Vormals  | Indienststellung | Einheit | Außerdienststellung | Verbleib      |
| ------------------------------------------------ | ----- | -------- | ---------------- | ------- | ------------------- | ------------- |
| 331 (1990), ex 510                               | ?     | ex С-241 | Mai 1961         |         | 1976                | verschrottet? |
| 442 (1993), ex 523 (1990), ex 512                | ?     | ex С-242 | Mai 1961         |         | 1991                | verschrottet? |
| 423 (1993), ex 516                               | ?     | ex С-358 | Mai 1961         |         | 1995                | verschrottet? |
| 022 (1995), ex 422 (1993), ex 552 (1990), ex 514 | Qemel | ex С-360 | Mai 1961         |         | 1995                | verschrottet? |

### Bulgarien– Bulgarische Marine
Die bulgarische Marine erhielt von der Sowjetunion zwei gebrauchte Einheiten des Projekts 613. Diese wurden später durch zwei Einheiten des Projekts 633 ersetzt.
| Kennung | Name   | Vormals  | Indienststellung   | Einheit | Außerdienststellung | Verbleib      |
| ------- | ------ | -------- | ------------------ | ------- | ------------------- | ------------- |
| С-11    | Slava  | ex С-244 | 12. September 1958 |         | 1971                | verschrottet? |
| С-12    | Pobeda | ex С-245 | 12. September 1958 |         | August 1972         | verschrottet? |

### China– Marine der Volksbefreiungsarmee
Die Marine der chinesischen Volksbefreiungsarmee erhielt 1954 von der Sowjetunion alle Baupläne des Projekts 613. Insgesamt baute die Volksrepublik China 21 U-Boote des Projekts 613 zwischen 1956 und 1964 mit Hilfe der beiden Werften von Jiangnan (13 Stück) und Wuchang (8 Stück). Dabei wurden Materialpakete für die ersten fünf Boote durch die Sowjetunion geliefert und der Rest dann völlig selbstständig durch China gebaut.
Damit war die Volksrepublik China der größte Nutzer von U-Booten des Projekts 613 und gleichzeitig das einzige Land, das diese U-Boot-Klasse in Lizenz fertigte. Die ersten Einheiten scheinen noch das Flakgeschütz vor dem Turm bekommen zu haben. In China wurde für das Projekt 613 die Eigenbezeichnung Typ 03 verwendet. Dabei wurden die einzelnen Boote mit 长城 + Nr. (Chang Cheng bedeutet Große Mauer) bezeichnet. Der U-Boot-Typ 03 wurde später durch Einheiten des Projekts 633, die in China als Typ 033 bezeichnet wurden, vollständig ersetzt.
| Kennung | Name            | Bauwerft          | Kiellegung | Stapellauf | Indienststellung | Einheit | Außerdienststellung | Verbleib      |
| ------- | --------------- | ----------------- | ---------- | ---------- | ---------------- | ------- | ------------------- | ------------- |
| 119     | Große Mauer 119 | Jiangnan          | April 1955 | März 1956  | Oktober 1957     | ?       | 1981                | verschrottet? |
| 120     | Große Mauer 120 | Jiangnan/Wuchang? | ?          | ?          | 1957–1964?       | ?       | 1981                | verschrottet? |
| 122     | Große Mauer 122 | Jiangnan/Wuchang? | ?          | ?          | 1957–1964?       | ?       | 1981                | verschrottet? |
| 123     | Große Mauer 123 | Jiangnan/Wuchang? | ?          | ?          | 1957–1964?       | ?       | 1981                | verschrottet? |
| 127     | Große Mauer 127 | Jiangnan/Wuchang? | ?          | ?          | 1957–1964?       | ?       | 1981                | verschrottet? |
| 129     | Große Mauer 129 | Jiangnan/Wuchang? | ?          | ?          | 1957–1964?       | ?       | frühe 1990er        | verschrottet? |
| 131     | Große Mauer 131 | Jiangnan/Wuchang? | ?          | ?          | 1957–1964?       | ?       | frühe 1990er        | verschrottet? |
| 201     | Große Mauer 201 | Jiangnan/Wuchang? | ?          | ?          | 1957–1964?       | ?       | frühe 1990er        | verschrottet? |
| 202     | Große Mauer 202 | Jiangnan/Wuchang? | ?          | ?          | 1957–1964?       | ?       | frühe 1990er        | verschrottet? |
| 203     | Große Mauer 203 | Jiangnan/Wuchang? | ?          | ?          | 1957–1964?       | ?       | frühe 1990er        | verschrottet? |
| 204     | Große Mauer 204 | Jiangnan/Wuchang? | ?          | ?          | 1957–1964?       | ?       | frühe 1990er        | verschrottet? |
| 205     | Große Mauer 205 | Jiangnan/Wuchang? | ?          | ?          | 1957–1964?       | ?       | frühe 1990er        | verschrottet? |
| 206     | Große Mauer 206 | Jiangnan/Wuchang? | ?          | ?          | 1957–1964?       | ?       | frühe 1990er        | verschrottet? |
| 207     | Große Mauer 207 | Jiangnan/Wuchang? | ?          | ?          | 1957–1964?       | ?       | frühe 1990er        | verschrottet? |
| 221     | Große Mauer 221 | Jiangnan/Wuchang? | ?          | ?          | 1957–1964?       | ?       | frühe 1990er        | verschrottet? |
| 241     | Große Mauer 241 | Jiangnan/Wuchang? | ?          | ?          | 1957–1964?       | ?       | frühe 1990er        | verschrottet? |
| 243     | Große Mauer 243 | Jiangnan/Wuchang? | ?          | ?          | 1957–1964?       | ?       | frühe 1990er        | verschrottet? |
| 244     | Große Mauer 244 | Jiangnan/Wuchang? | ?          | ?          | 1957–1964?       | ?       | frühe 1990er        | verschrottet? |
| 265     | Große Mauer 265 | Jiangnan/Wuchang? | ?          | ?          | 1957–1964?       | ?       | frühe 1990er        | verschrottet? |
| 266     | Große Mauer 266 | Jiangnan/Wuchang? | ?          | ?          | 1957–1964?       | ?       | frühe 1990er        | verschrottet? |
| 267     | Große Mauer 267 | Jiangnan/Wuchang? | ?          | ?          | 1957–1964?       | ?       | frühe 1990er        | verschrottet? |

### Indonesien– Indonesische Marine

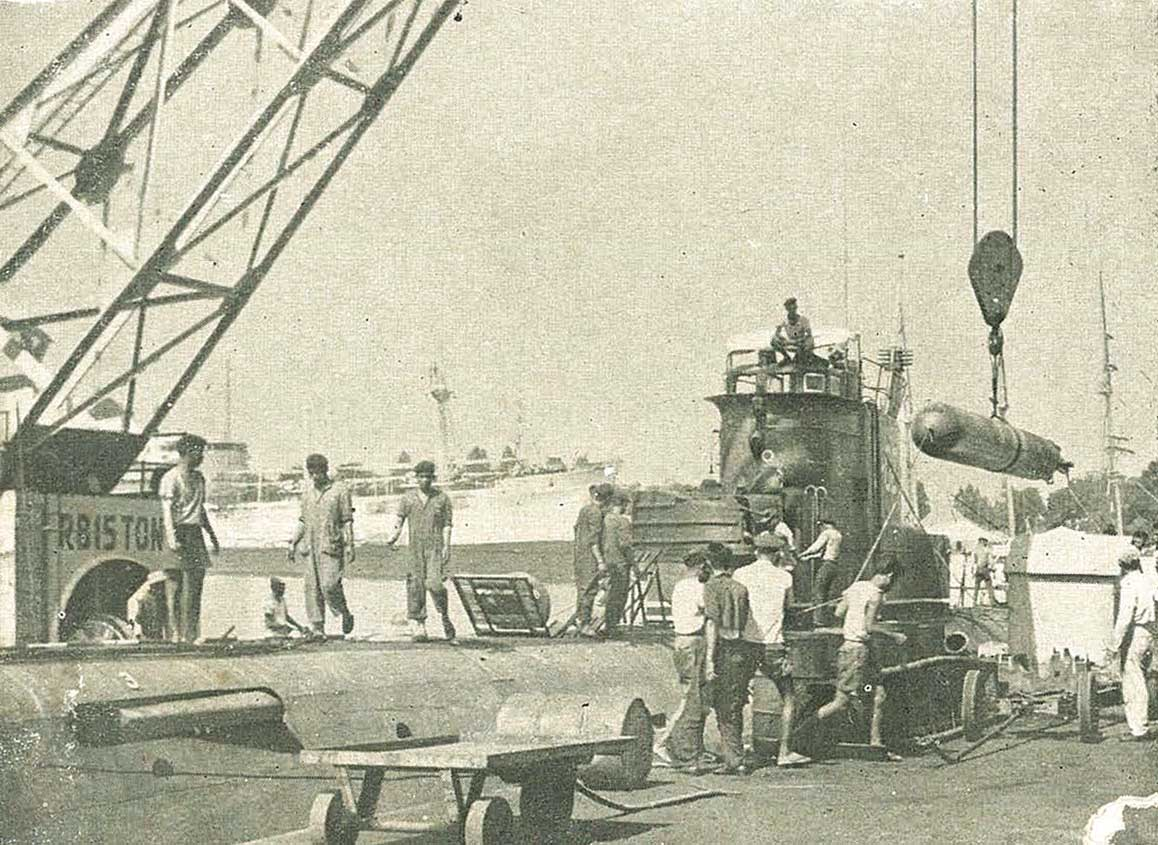
KRI Nanggala (402) bei der Torpedoübernahme

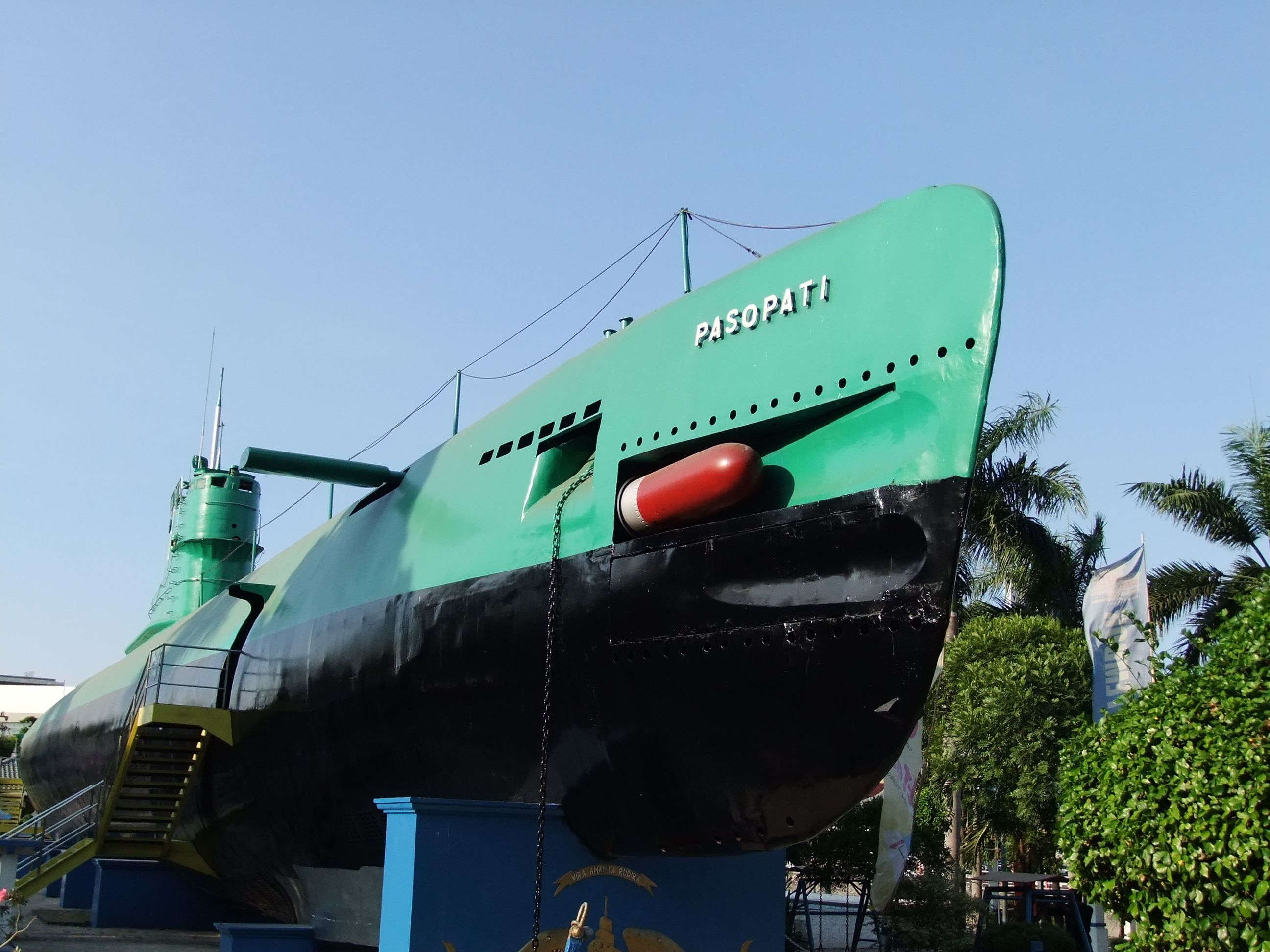
KRI Pasopati (410) als Museum in Surabaya

Die indonesische Marine übernahm Ende der 1950er- bis Anfang der 1960er-Jahre insgesamt zwölf gebrauchte U-Boote des Projekts 613 zusammen mit einem U-Boot-Tender und zwei Torpedofangbooten von der Sowjetunion. Als erste Einheit wurde die KRI Tjakra bzw. Cakra (401) am 12. September 1959 in Dienst gestellt. Nach dem Zulauf der restlichen Boote betrieb die indonesische Marine zu diesem Zeitpunkt das – mit Ausnahme der am Kalten Krieg beteiligten Mächte (Sowjetunion, China und den USA) – größte U-Boot-Geschwader im asiatisch-pazifischen Raum.
Die Boote verfügten, zumindest in ihrer frühen Dienstzeit, über ein 25-mm-Zwillingsflakgeschütz direkt vor dem Turm. Ab 1965 verschlechterten sich die Beziehungen zur Sowjetunion aufgrund von Maßnahmen gegen die Kommunistische Partei Indonesiens derart, dass aufgrund von fehlenden Ersatzteilen immer mehr Einheiten außer Dienst gestellt werden mussten, um den Rest einsatzfähig zu halten. Anhand von Flottentaschenbüchern ist ersichtlich, dass dann meist nur zwei bis drei Einheiten gleichzeitig im Dienst waren. Als letzte Einheit der Klasse in der indonesischen Marine wurde am 25. Januar 1990 die KRI Pasopati (410) außer Dienst gestellt. Dieses Boot ist in Surabaya als Museum erhalten.
Die U-Boote des Projekts 613 wurden in der indonesischen Marine ab 1977 durch moderne Einheiten der deutschen U-Boot-Klasse 209 ergänzt bzw. ersetzt.
Dabei wurden sowohl die Namen als auch die Kennungen des Projekt 613 in gleicher Kombination wiederverwendet, was zu Verwirrungen führen kann.
| Kennung              | Name             | Vormals  | Indienststellung   | Einheit                | Außerdienststellung | Verbleib                     |
| -------------------- | ---------------- | -------- | ------------------ | ---------------------- | ------------------- | ---------------------------- |
| 511, ex 401, ex S-01 | KRI Tjakra       | ex С-79  | 12. September 1959 | Ost-Flotte in Surabaya | 1972                | verschrottet?                |
| 402, ex S-02         | KRI Nanggala     | ex С-91  | 12. September 1959 | Ost-Flotte in Surabaya | 1972                | verschrottet?                |
| 403                  | KRI Nagabanda    | ex С-218 | März 1962          | Ost-Flotte in Surabaya | 1976                | verschrottet?                |
| 404                  | KRI Trisula      | ex С-235 | Dezember 1962      | Ost-Flotte in Surabaya | 1974                | verschrottet?                |
| 405                  | KRI Nagarangsang | ex С-219 | März 1962          | Ost-Flotte in Surabaya | 1974                | verschrottet?                |
| 406                  | KRI Tjandrasa    | ex С-391 | Dezember 1962      | Ost-Flotte in Surabaya | 1974                | verschrottet?                |
| 512, ex 407          | KRI Alugoro      | ex С-225 | März 1962          | Ost-Flotte in Surabaya | 1974                | verschrottet?                |
| 408                  | KRI Tjundamani   | ex С-292 | November 1962      | Ost-Flotte in Surabaya | 1974                | verschrottet?                |
| 409                  | KRI Wijajadanu   | ex С-239 | Dezember 1962      | Ost-Flotte in Surabaya | 1974                | verschrottet?                |
| 410                  | KRI Pasopati     | ex С-290 | 15. Dezember 1962  | Ost-Flotte in Surabaya | 25. Januar 1990     | seit 1994 Museum in Surabaya |
| 411                  | KRI Hendradjala  | ex С-223 | März 1962          | Ost-Flotte in Surabaya | 1974                | verschrottet?                |
| 412                  | KRI Bramastra    | ex С-236 | Dezember 1962      | Ost-Flotte in Surabaya | 1981                | verschrottet?                |

### Korea Nord– Koreanische Volksmarine
Die (nord)koreanische Volksmarine erhielt zwischen 1963 und 1966 von der Sowjetunion insgesamt vier gebrauchte U-Boote des Projekts 613. Die Namen der Einheiten wurden nicht bekannt. Die Einsatzbereitschaft der Boote muss mindestens seit Mai 2003 als nicht mehr gegeben betrachtet werden. Möglicherweise wurden die Boote auch bereits früher außer Dienst gestellt.
Die Einheiten des Projekts 613 wurden später durch weitere Einheiten des Projekts 633 ergänzt bzw. ersetzt.
| Kennung | Name | Vormals  | Indienststellung | Einheit | Außerdienststellung | Verbleib            |
| ------- | ---- | -------- | ---------------- | ------- | ------------------- | ------------------- |
|         | ?    | ex С-75  | März 1963        |         | Mai 2003            | Hulk, verschrottet? |
|         | ?    | ex С-90  | März 1963        |         | Mai 2003            | Hulk, verschrottet? |
|         | ?    | ex С-325 | Juni 1966        |         | Mai 2003            | Hulk, verschrottet? |
|         | ?    | ex С-326 | Juni 1966        |         | Mai 2003            | Hulk, verschrottet? |

### Polen– Polnische Marine
Die polnische Kriegsmarine erhielt von der Sowjetunion vier gebrauchte Einheiten des Projekts 613 und betrieb diese zwischen 1962 und 1988.
Die Boote erhielten von der polnischen Kriegsmarine Traditionsnamen, die bereits vorher von polnischen U-Booten getragen worden waren. Insgesamt wurden die Einheiten vom Projekt 613 als Orzeł-Klasse bezeichnet. Nach ihrer Außerdienststellung wurden alle vier Boote verschrottet. Die Namen und Kennungen der Boote wurden teilweise in anderer Kombination für die Boote der U-Boot-Klasse 207 wiederverwendet.
| Kennung     | Name   | Vormals  | Indienststellung  | Einheit | Außerdienststellung | Verbleib          |
| ----------- | ------ | -------- | ----------------- | ------- | ------------------- | ----------------- |
| 292, ex 317 | Orzeł  | ex С-265 | 29. November 1962 |         | 31. Dezember 1983   | 1986 verschrottet |
| 293         | Sokół  | ex С-278 | 1964              |         | Dezember 1987       | verschrottet      |
| 294         | Kondor | ex С-279 | 10. Juni 1965     |         | Oktober 1985        | verschrottet      |
| 295         | Bielik | ex С-355 | 1. Juli 1965      |         | September 1988      | verschrottet?     |

### Syrien– Syrische Marine
Die syrische Marine erhielt von der Sowjetunion drei gebrauchte Einheiten des Projekts 613.
| Kennung | Name | Vormals  | Indienststellung | Einheit | Außerdienststellung | Verbleib      |
| ------- | ---- | -------- | ---------------- | ------- | ------------------- | ------------- |
|         | ?    | ex С-167 |                  |         |                     | verschrottet? |
|         | ?    | ex С-171 |                  |         |                     | verschrottet? |
|         | ?    | ex С-183 |                  |         |                     | verschrottet? |

## Bilder

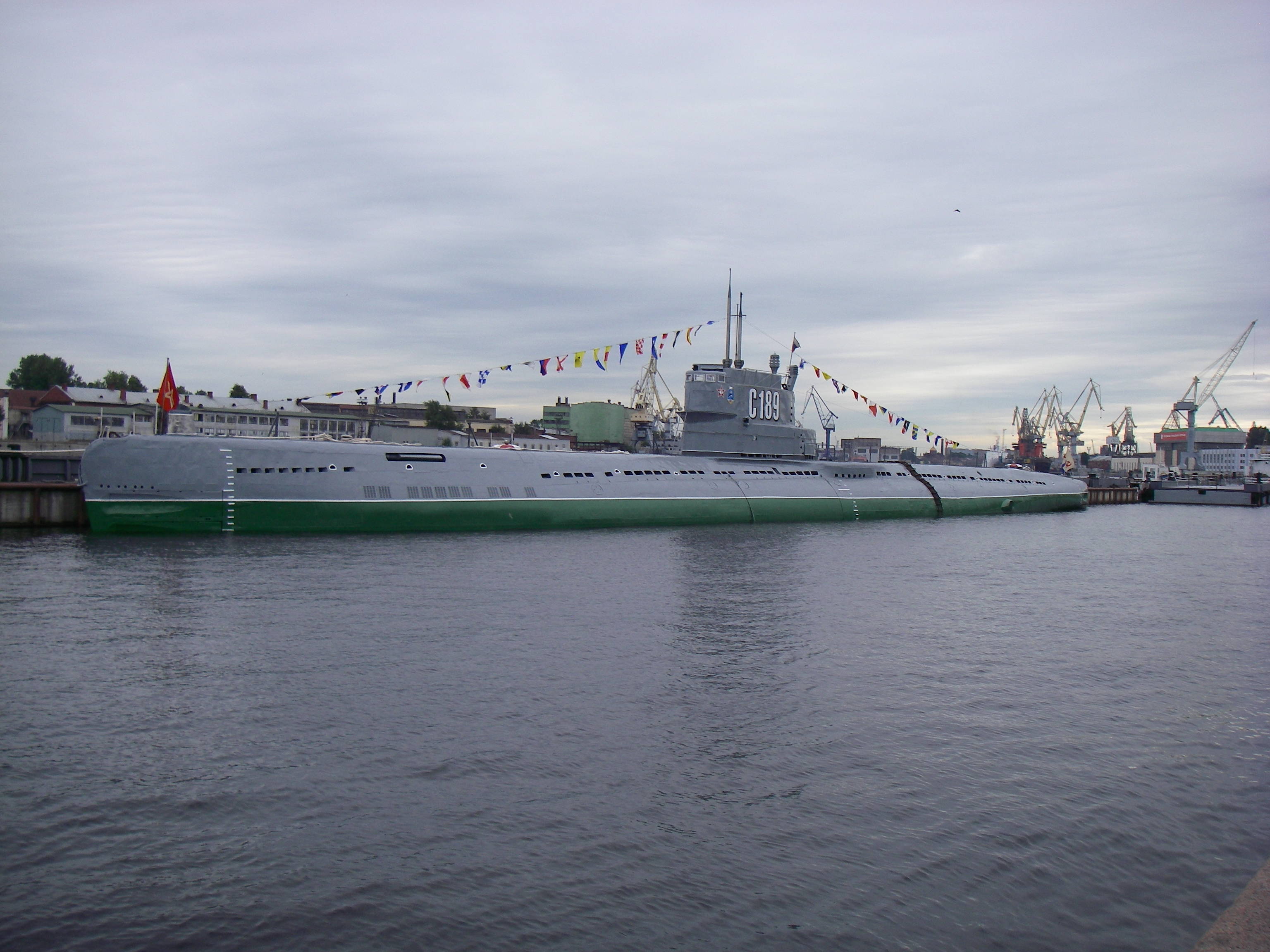
S-189 in St. Petersburg
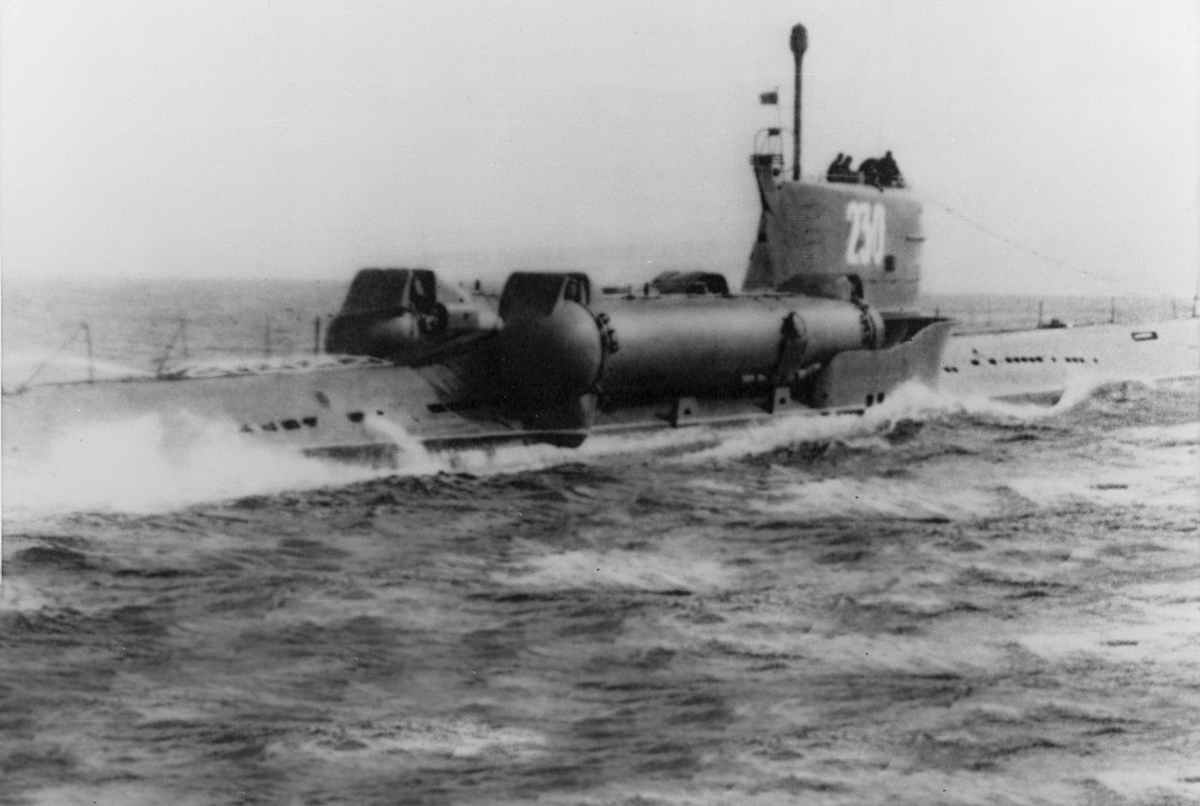
Typ 644, 1973
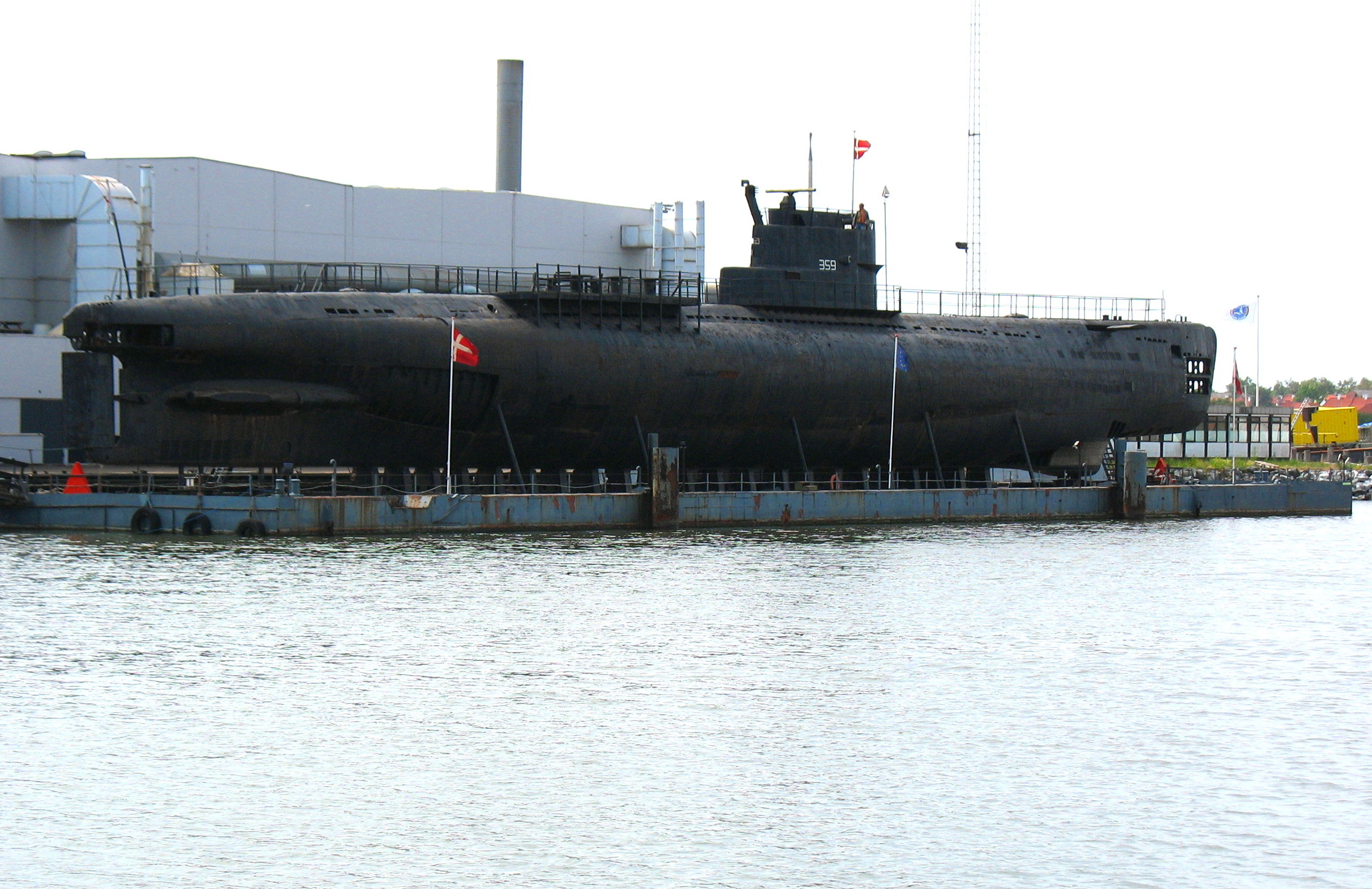
S-359 in Nakskov, Dänemark
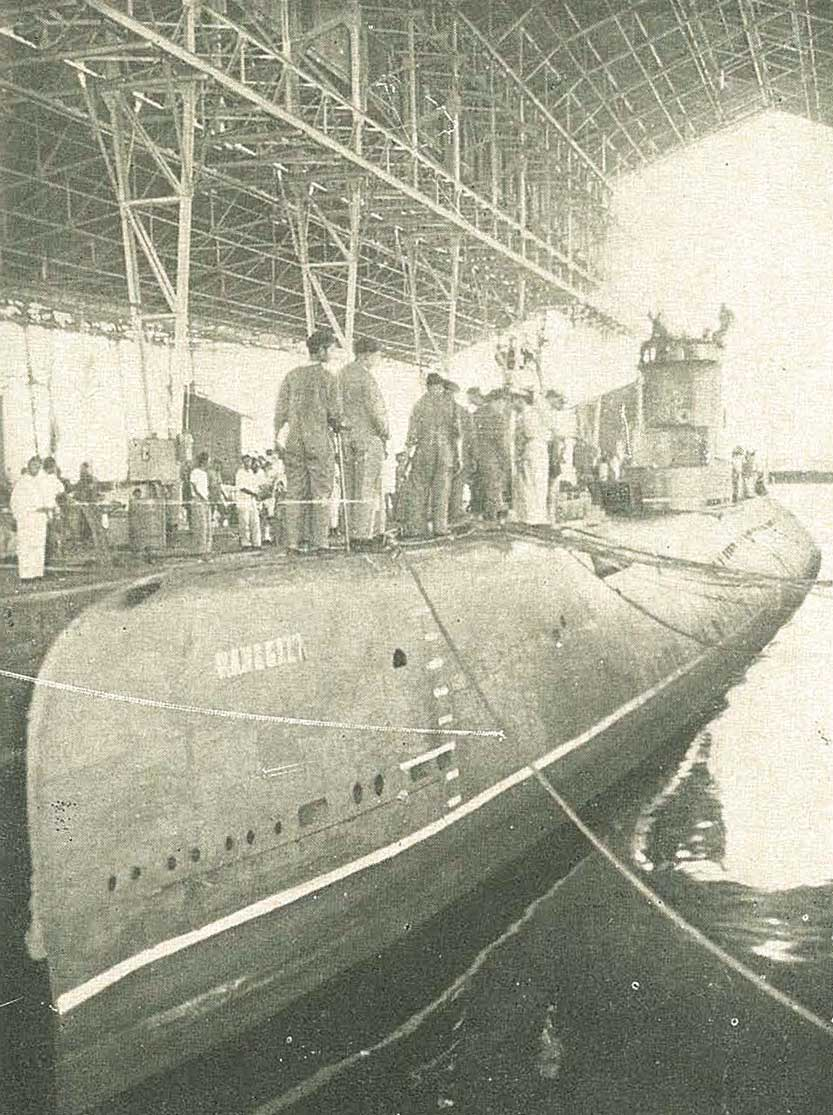
KRI Nanggala (402) im Dock
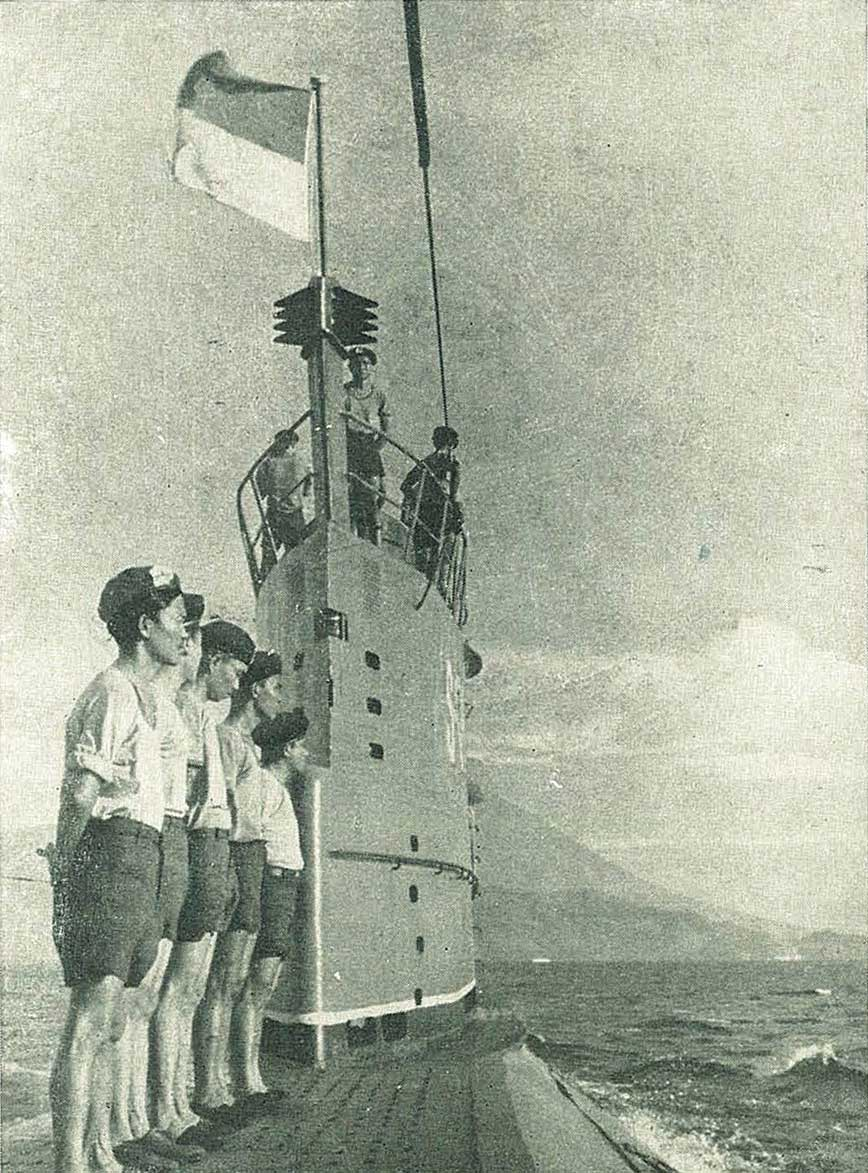
Turm eines indonesischen U-Bootes vom Projekt 613
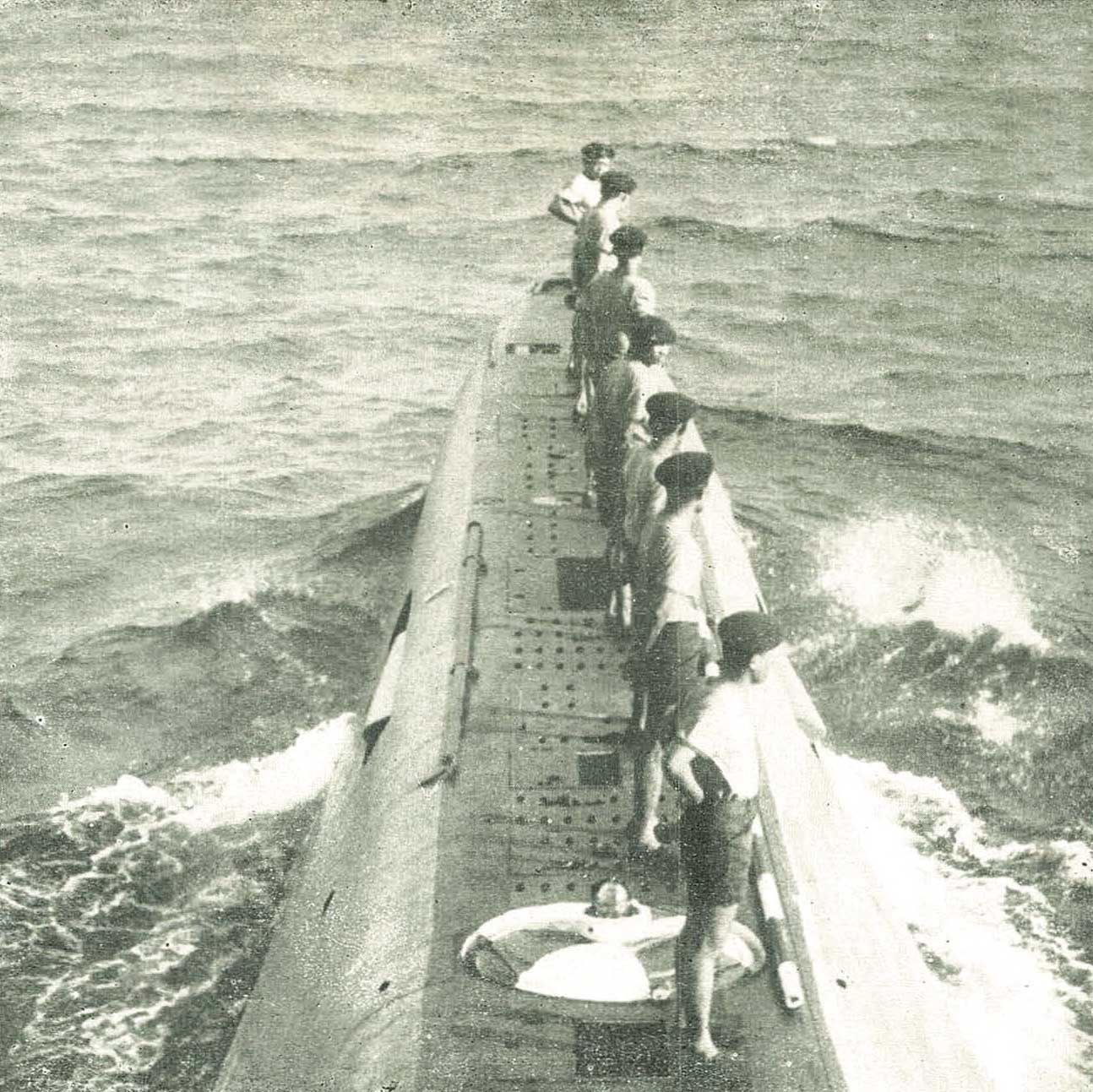
Bug der KRI Nangalla (402) mit deutlich sichtbarem Notausstiegsluk
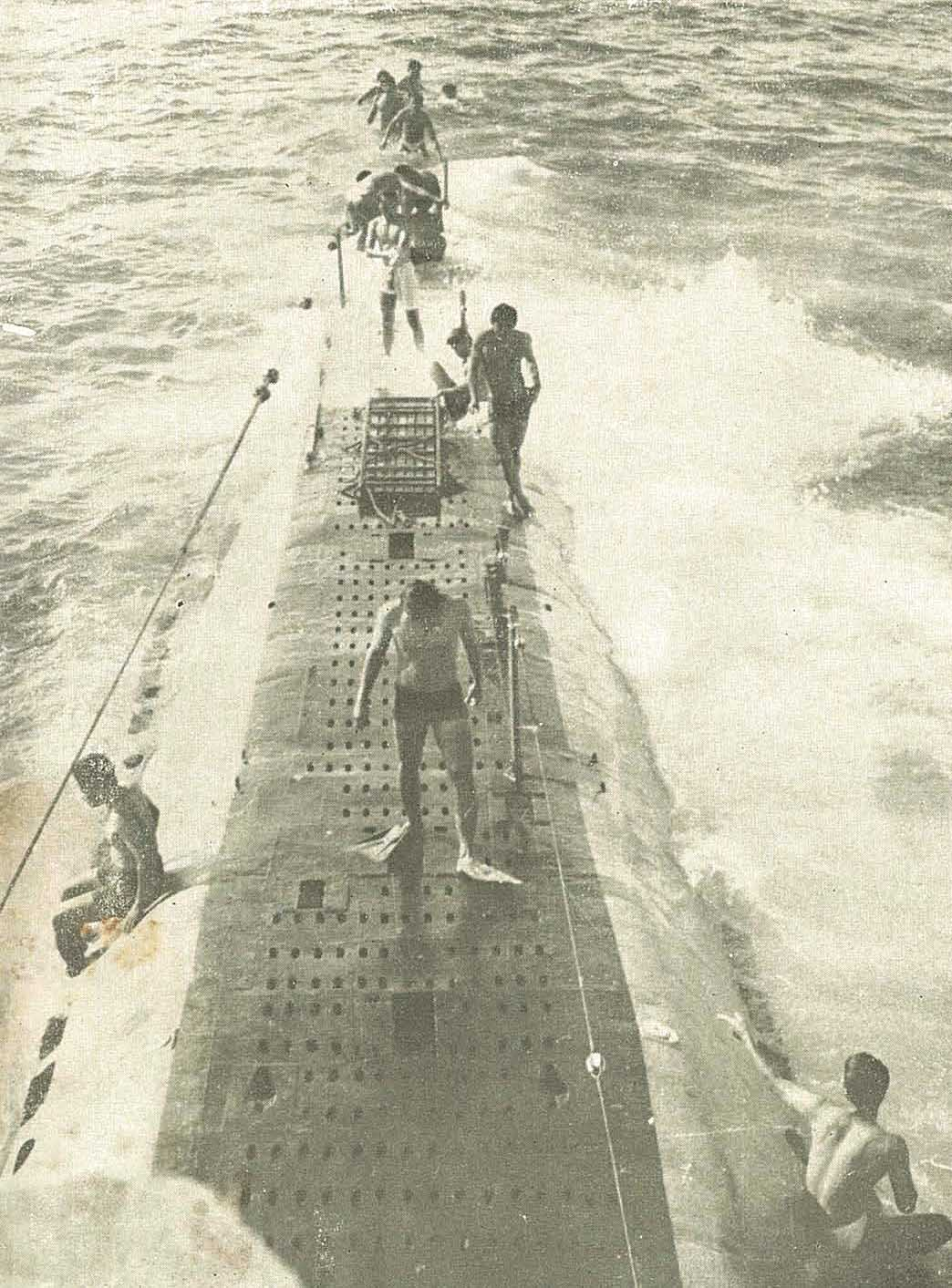
Heck der KRI Nanggala (402) vom Turm aus gesehen
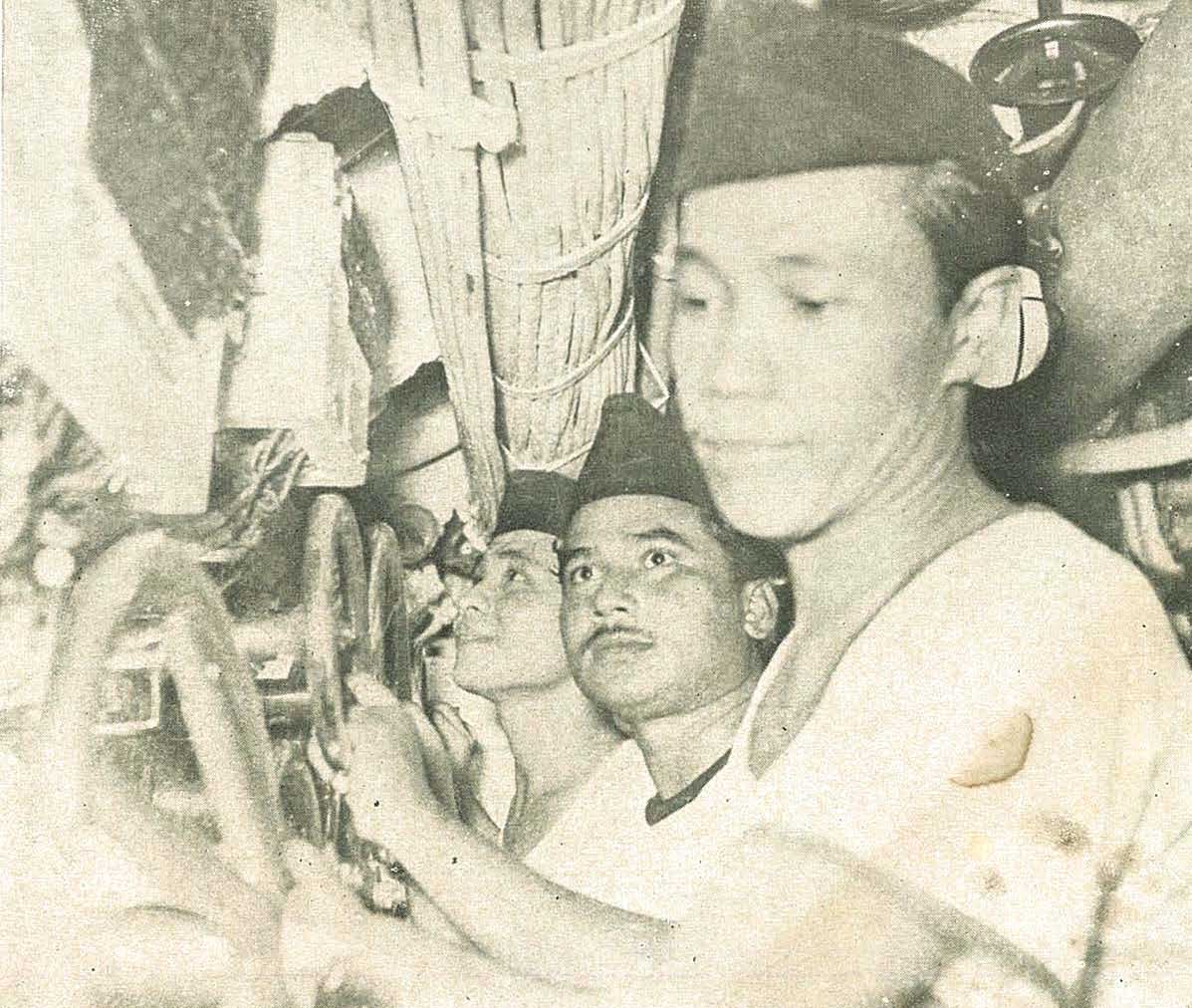
Indonesische Matrosen an Bord der KRI Nanggala
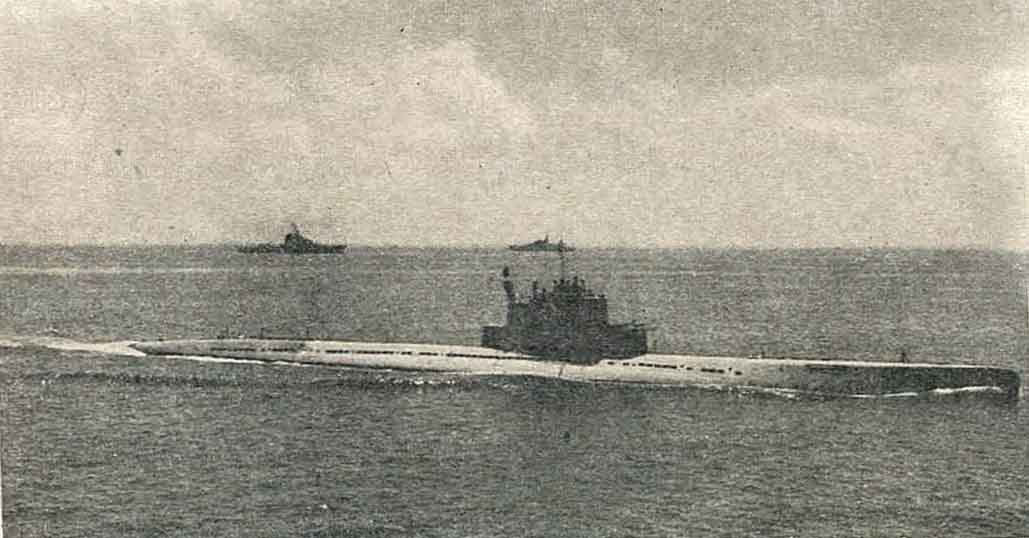
Unidentifiziertes indonesisches U-Boot vom Projekt 613
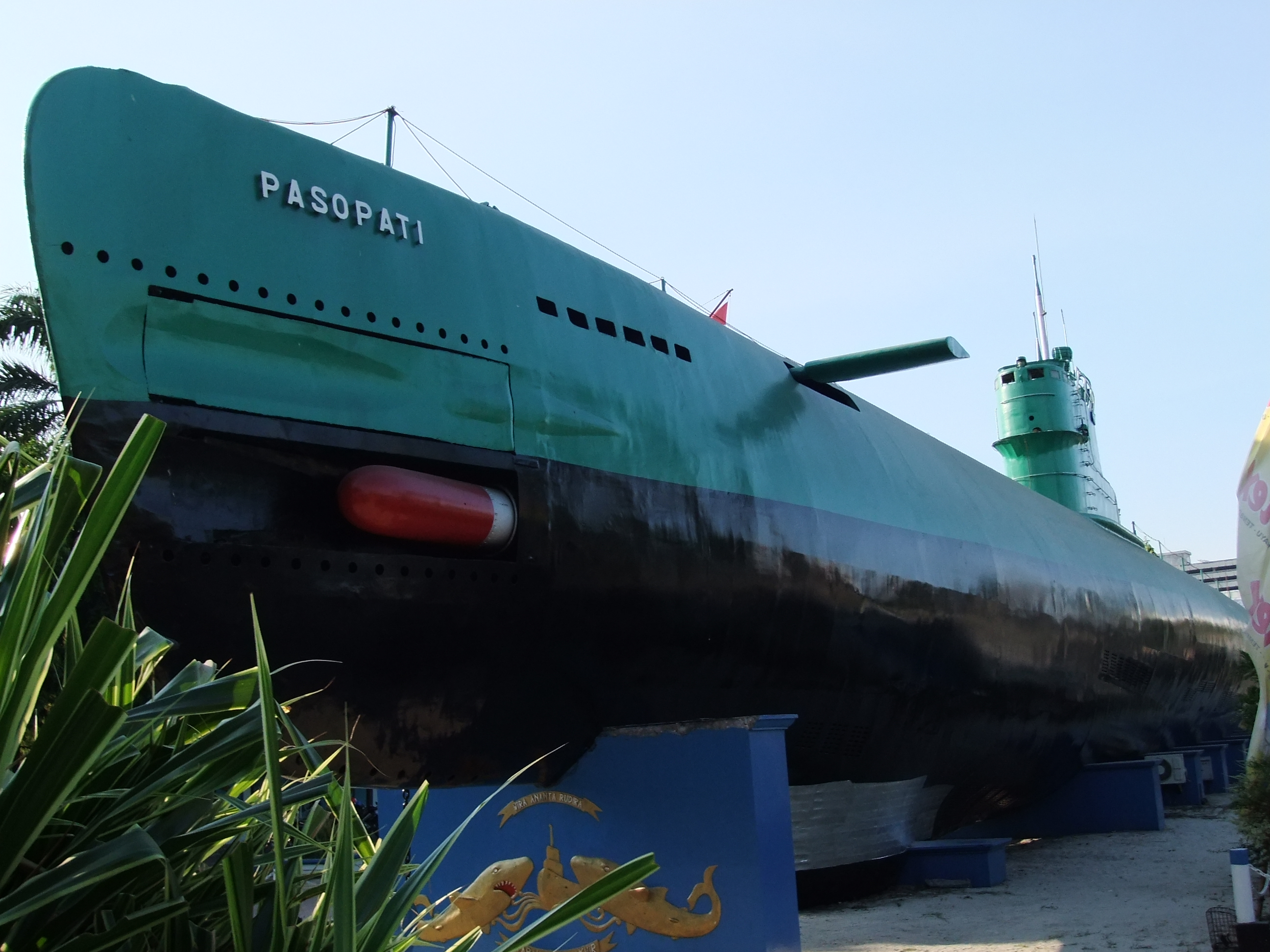
Indonesisches Museums-U-Boot KRI Pasopati (410) in Surabaya
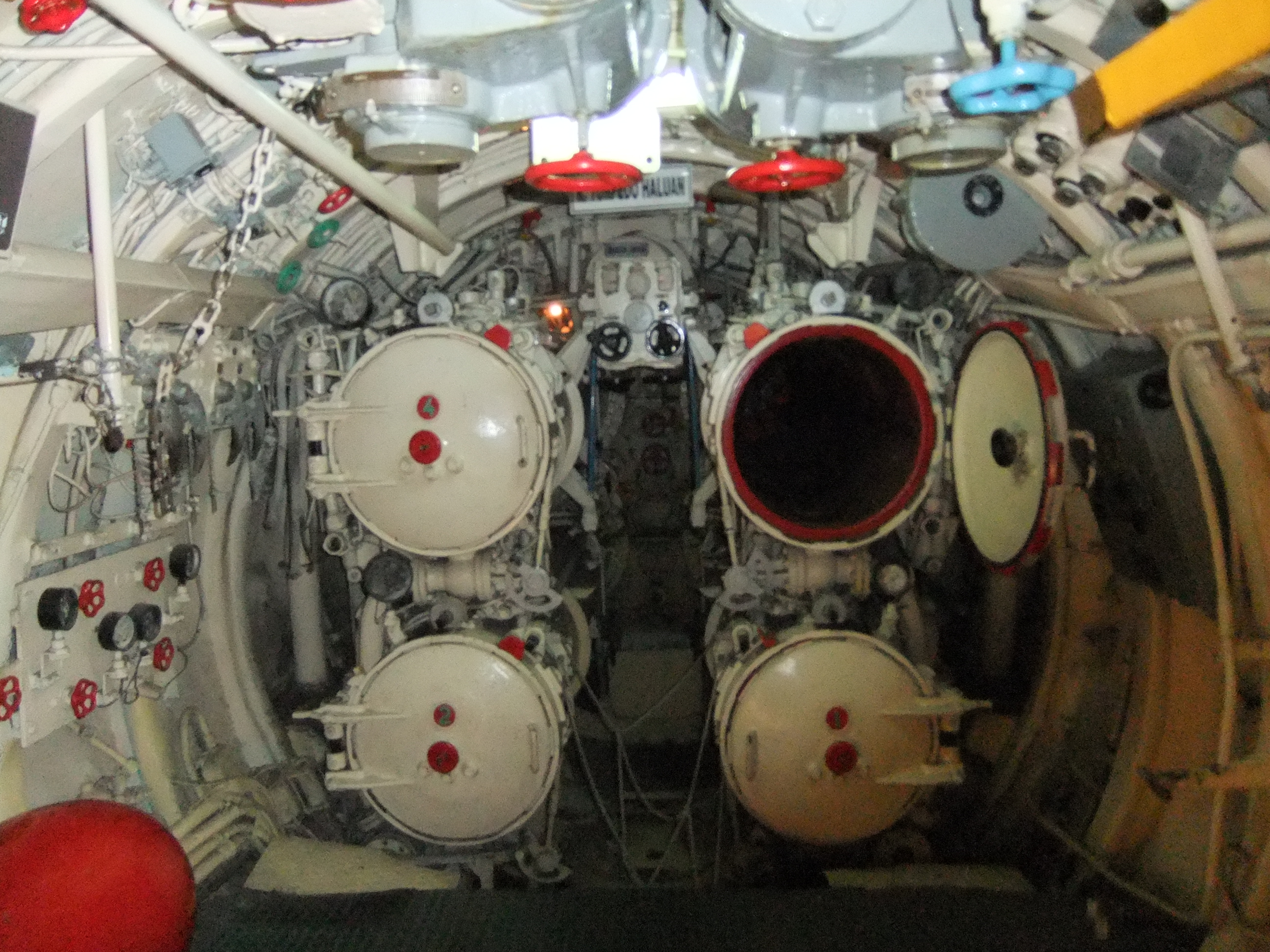
Bugtorpedoraum der KRI Pasopati (410)
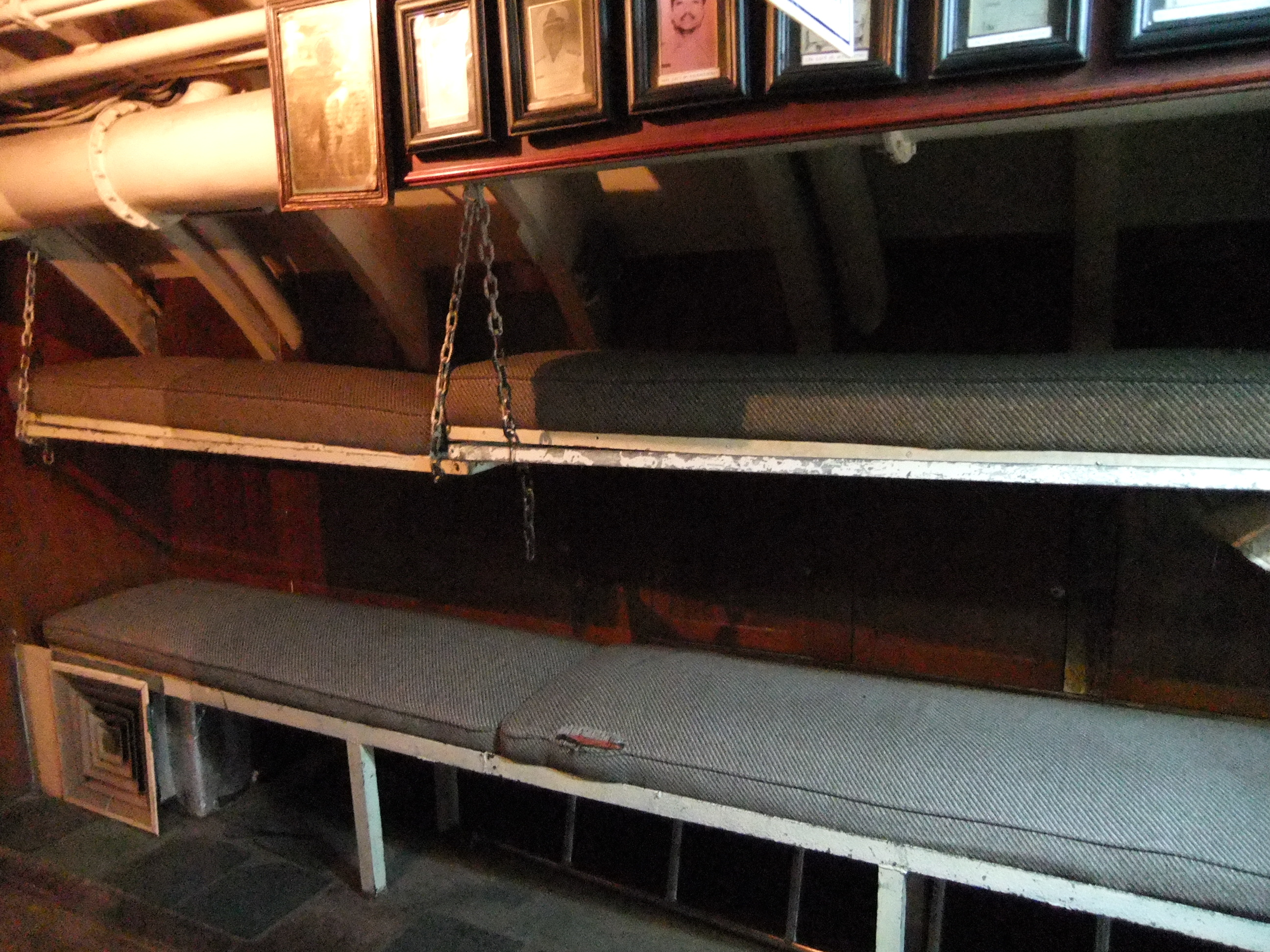
Mannschaftskojen der KRI Pasopati (410)
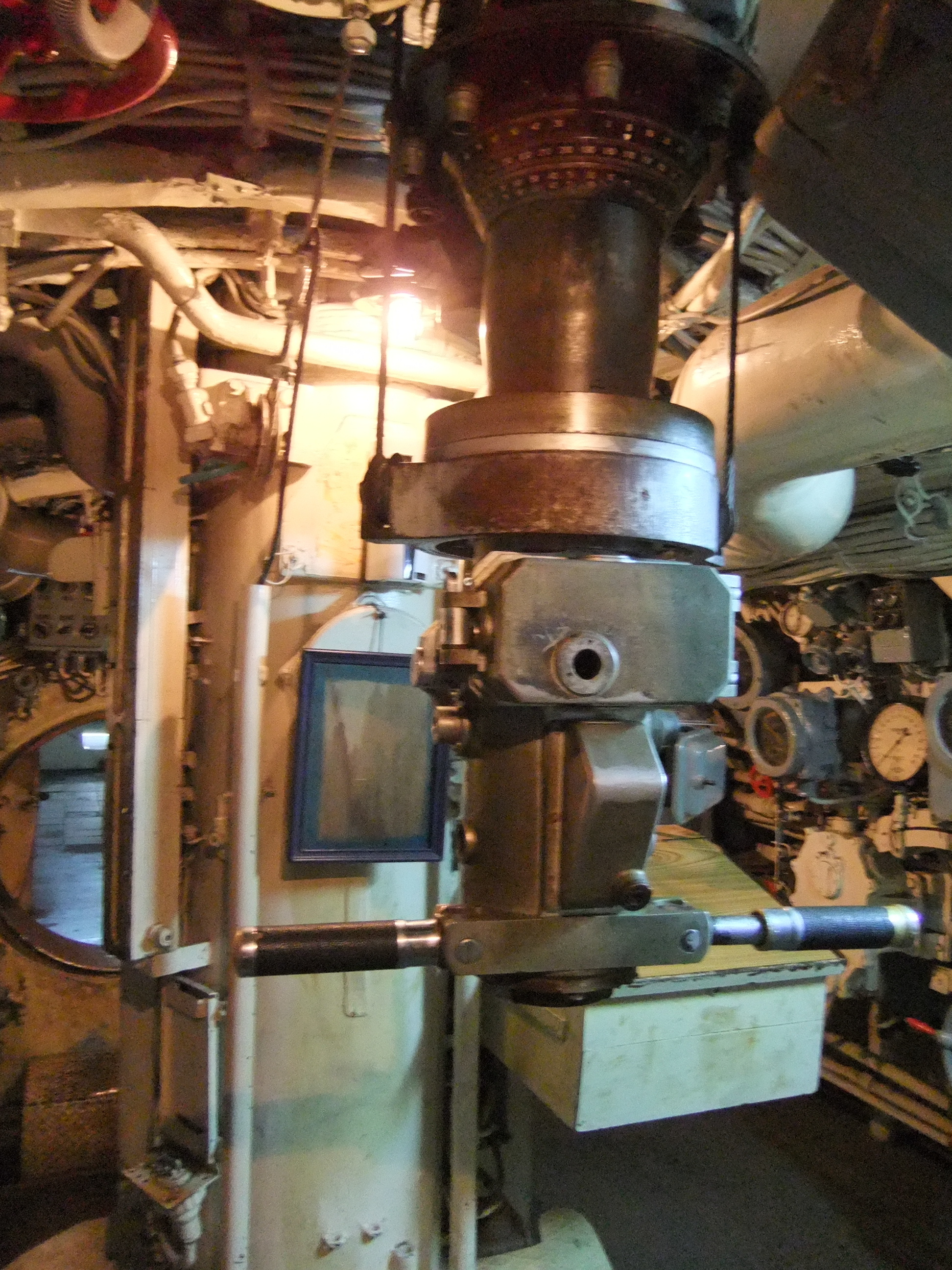
Sehrohr-Zentrale des Museums-U-Bootes KRI Pasopati (410)
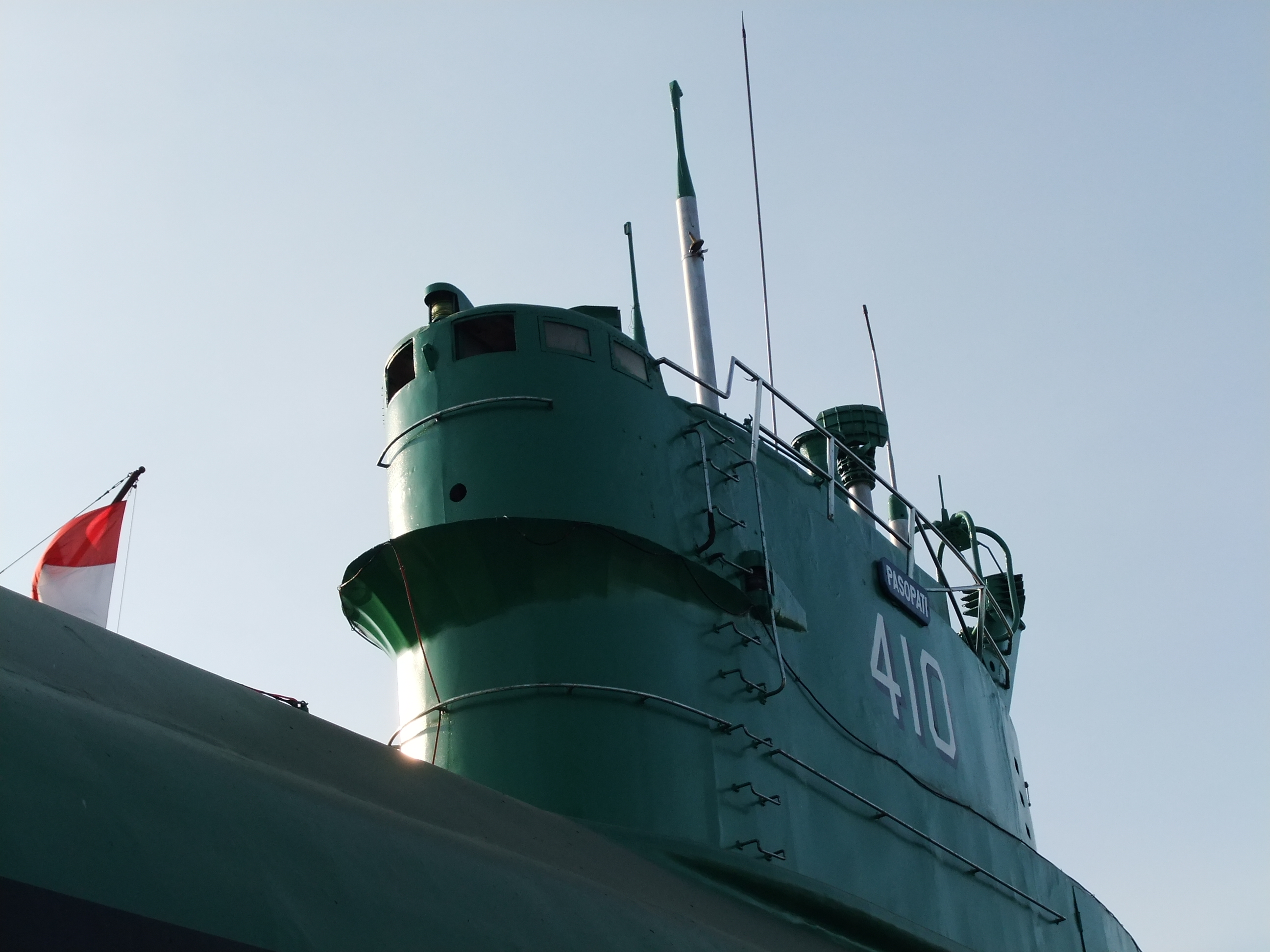
Turm der KRI Pasopati (410) mit Sehrohren und anderen Ausfahrgeräten
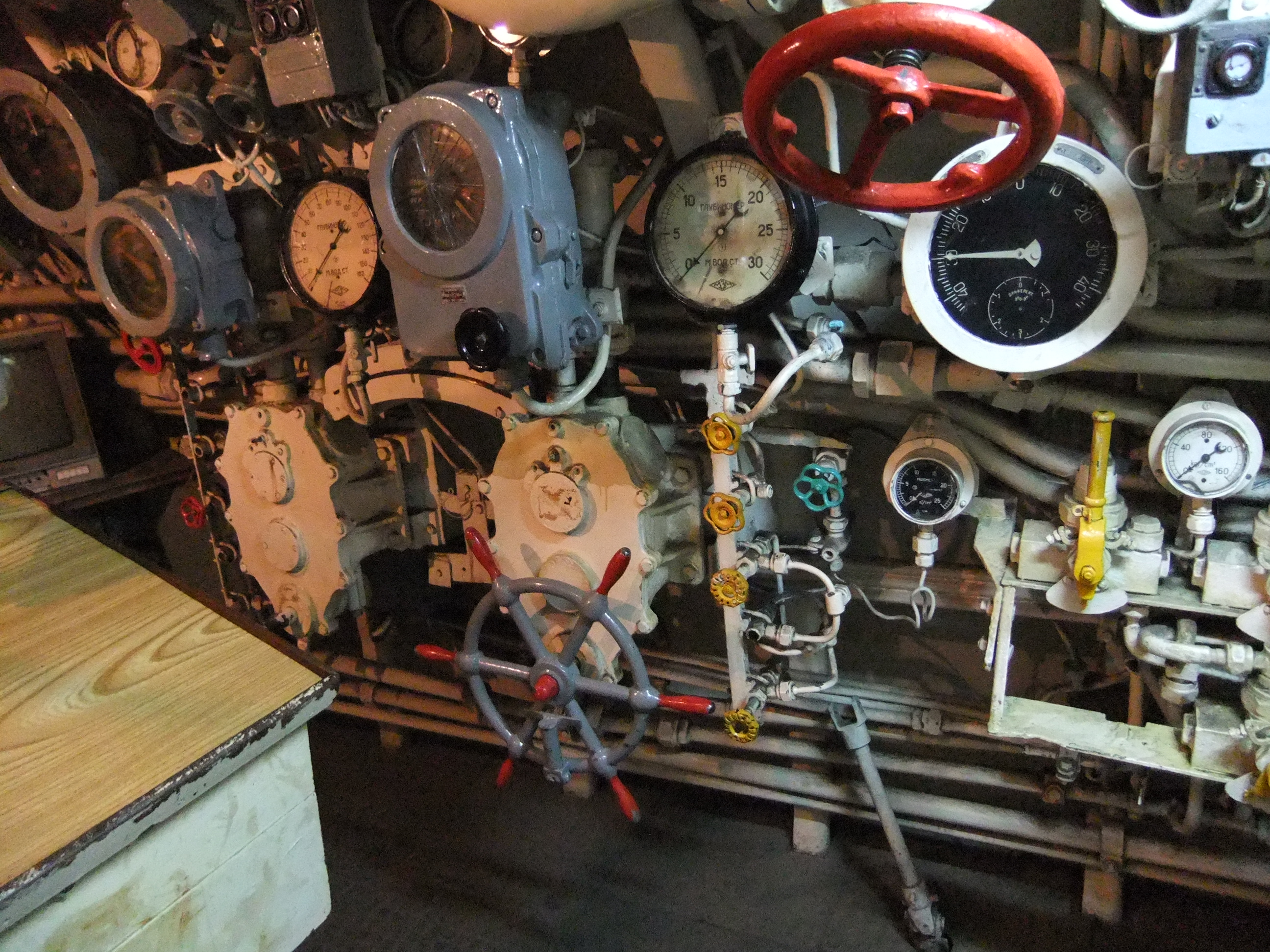
Steuerstand der KRI Pasopati (410)
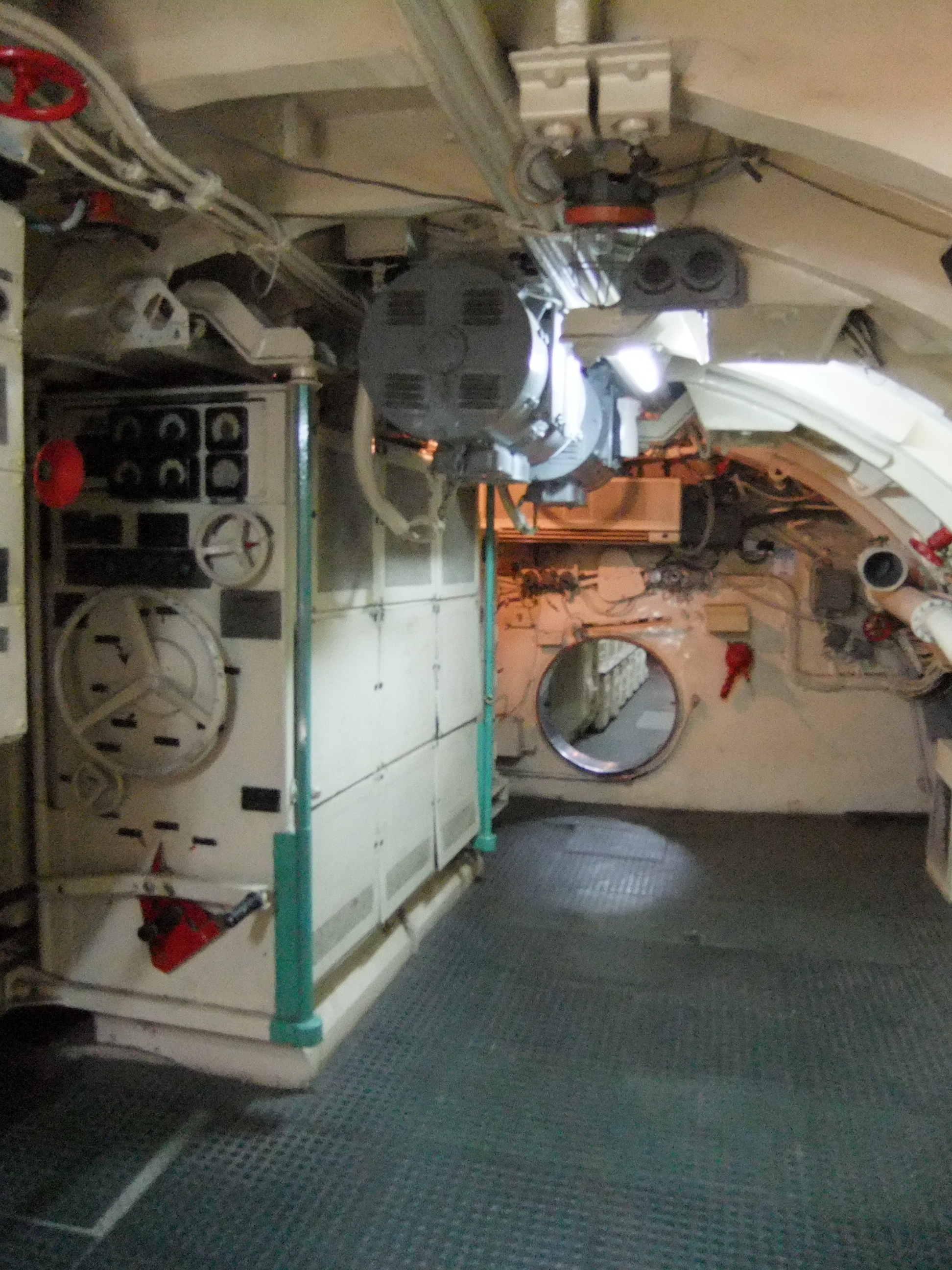
Maschinenfahrstand der KRI Pasopati (410)
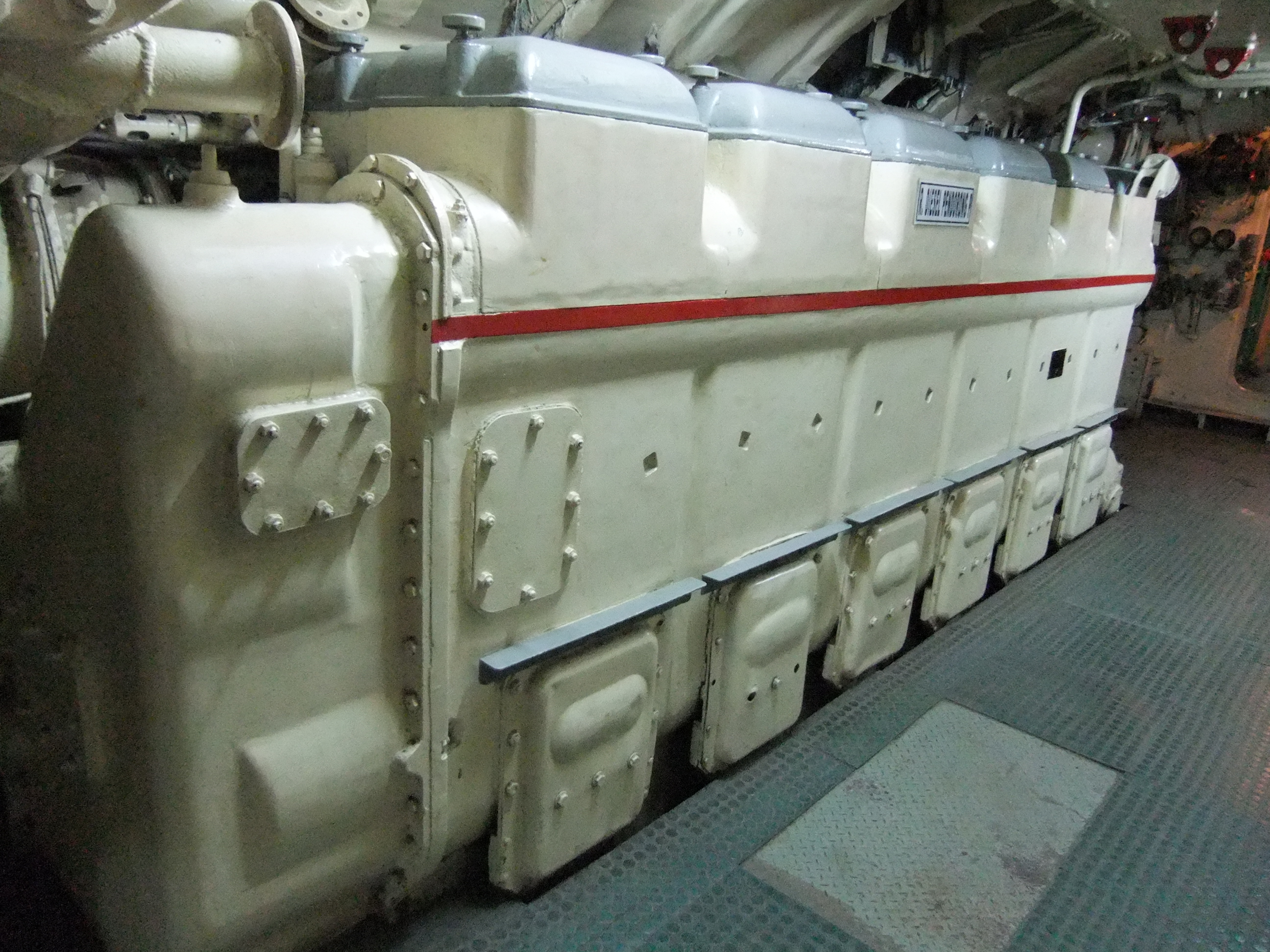
Dieselmaschine der KRI Pasopati (410)
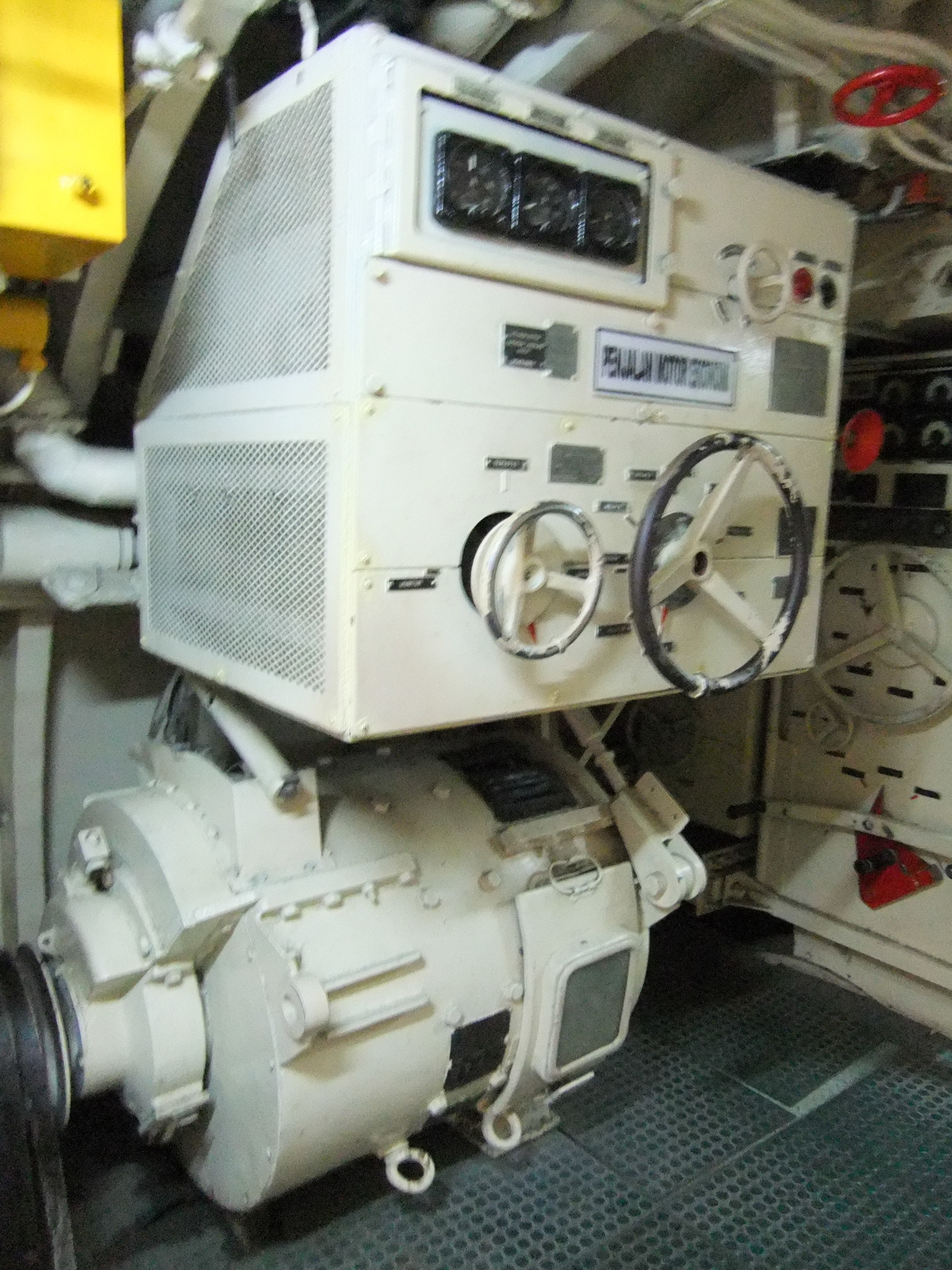
Schleichmotor der KRI Pasopati (410)
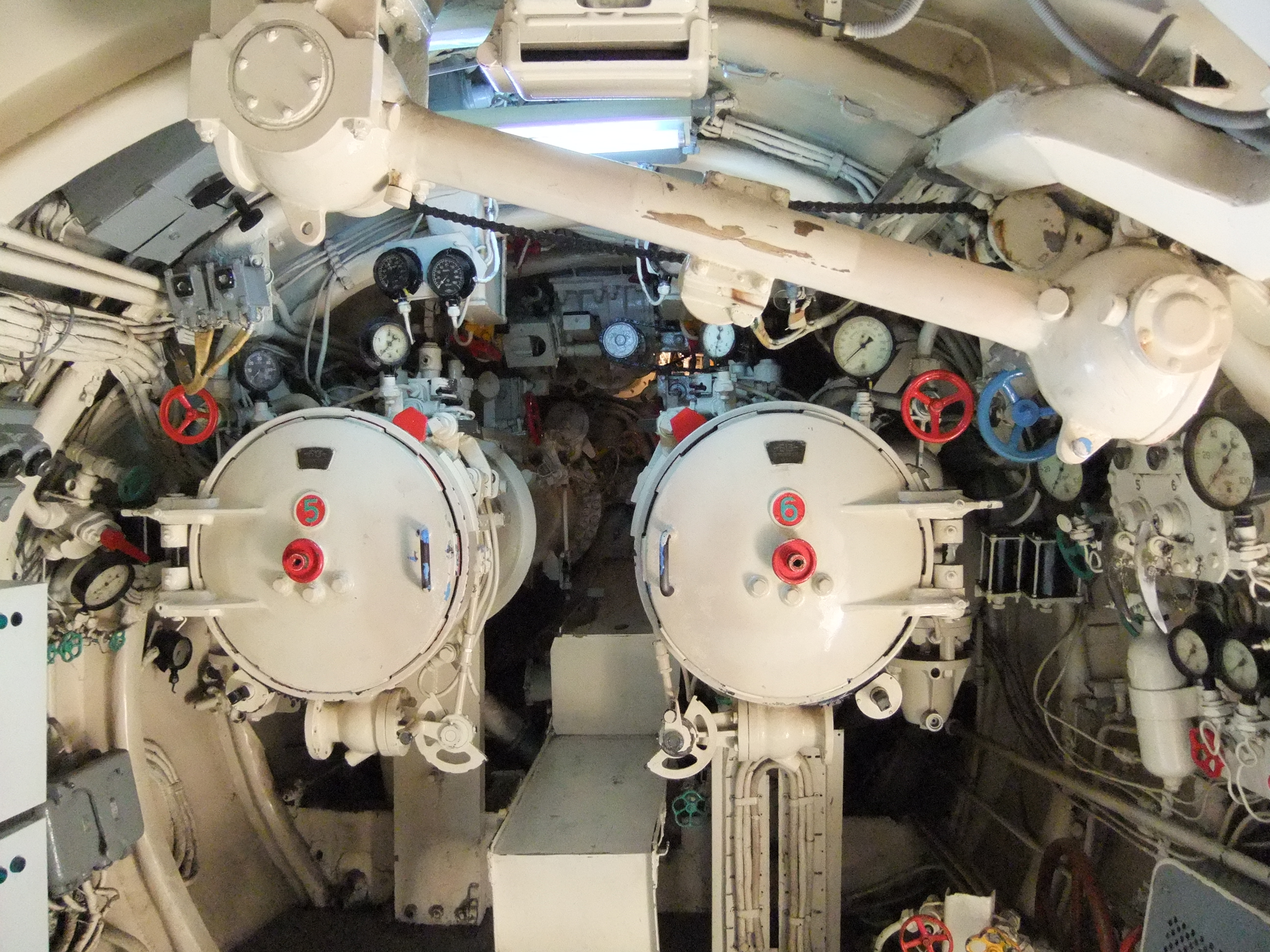
Hecktorpedoraum der KRI Pasopati (410)
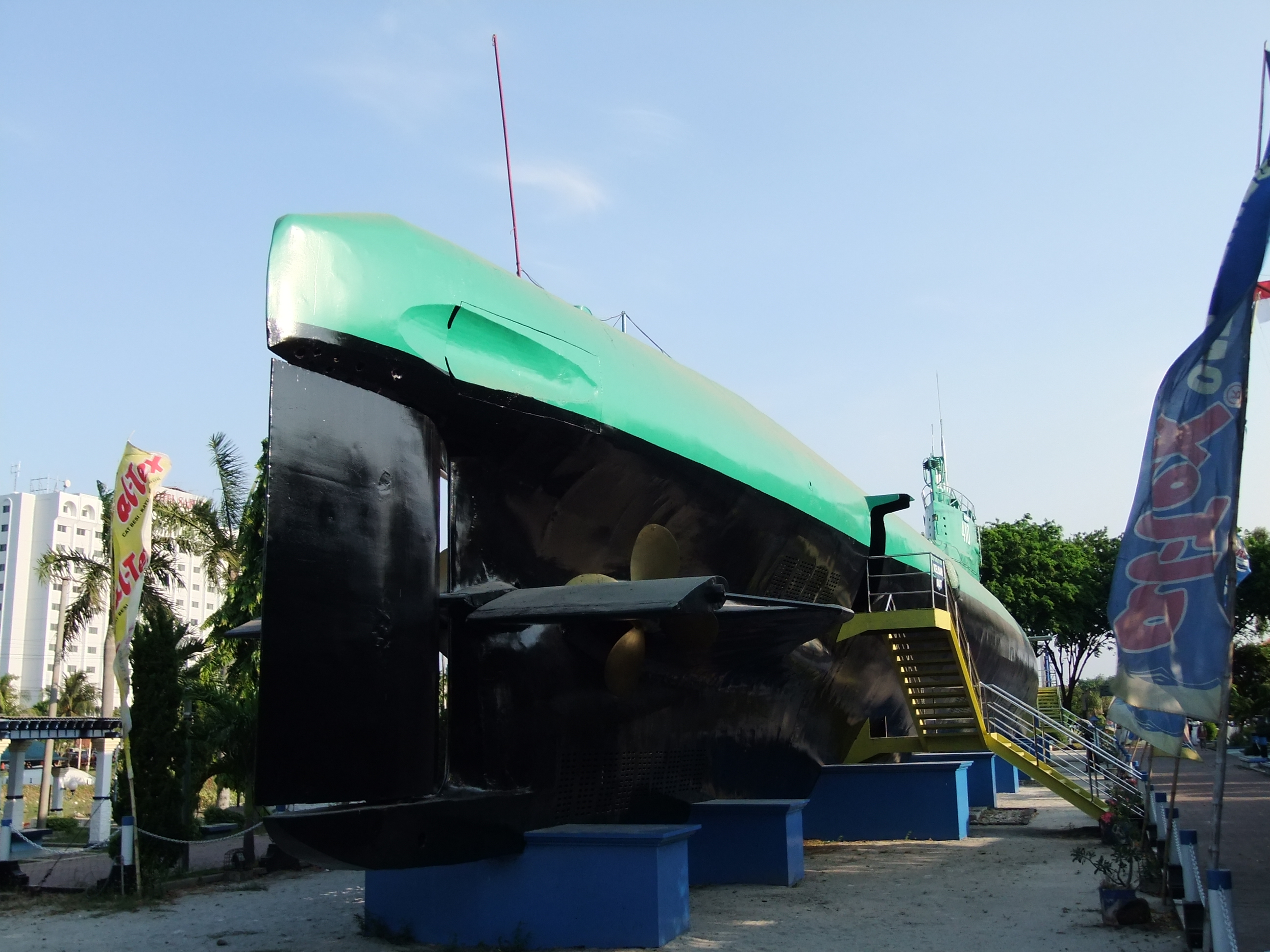
Heck der KRI Pasopati (410), beachte Mündungsklappen der Hecktorpedorohre
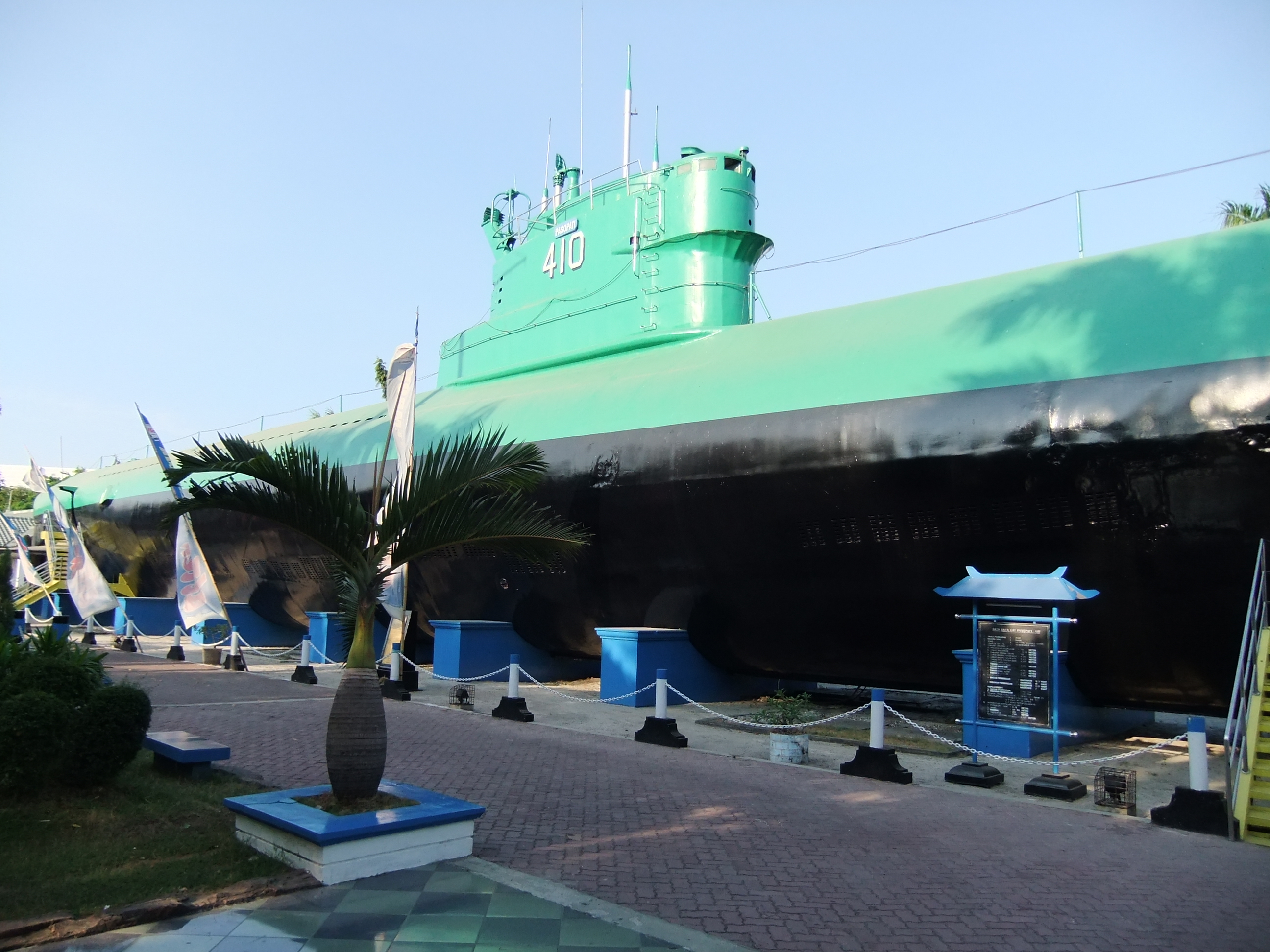
Museums-U-Boot KRI Pasopati (410)